# Esporte Clube Vitória
O Esporte Clube Vitória (conhecido como Vitória e cujo acrônimo é ECV) é um clube multiesportivo brasileiro, sediado na cidade de Salvador, no estado da Bahia. Foi fundado em 13 de maio de 1899 com o nome de Club de Cricket Victoria, mudado para Sport Club Victoria, em 1902, e, finalmente, para o atual nome em 1946. Sendo um dos clubes mais antigos do Brasil, suas cores são o vermelho e o preto, e seu mascote é o Leão.
Foi o primeiro clube nacional a ser fundado apenas por brasileiros (antes dele, a grande maioria tinha sido fundado por estrangeiros residentes no Brasil) e um dos primeiros clubes do Brasil a praticar o futebol, esporte no qual obtém maior destaque. O Club de Cricket Victoria, nome com o qual foi fundado, numa alusão à região em que seus fundadores moravam, o Corredor da Vitória, também foi o pioneiro em diversos esportes na Bahia e no Nordeste, como o voleibol, a natação, o polo aquático, o basquetebol, o futsal e outros.
Passado um longo período de estagnação, em especial a década de 1970, destaca-se a construção do seu estádio particular, o Barradão, no ano de 1986, fato que tornou-se um divisor de águas na história do clube, que passou a usar o local como um de seus grandes incentivadores, tanto para o time, como para a torcida. Desde a inauguração do seu estádio, o Vitória rapidamente consolidou-se em âmbito estadual e regional, em especial nas últimas duas décadas, tanto em termos financeiros, quanto em conquistas esportivas. Neste período, o clube rubro-negro conquistou quatro títulos da Copa do Nordeste, tornando-se tetracampeão e maior vencedor, empatado com o Esporte Clube Bahia, deste torneio regional, e estabeleceu um amplo domínio no Campeonato Baiano, conquistando oito títulos nas últimas vinte edições do estadual, contra sete do arquirrival Esporte Clube Bahia.
No total, o Vitória possui atualmente 30 títulos baianos, sendo o último deles conquistado na edição de 2024. Destacam-se também as campanhas do "Leão da Barra" nos Brasileirões da Série A de 1993 e 1999, competições em que terminou em 2° e 3° colocado, respectivamente, na Série B de 1992 (vice-campeão) e 2023 (na qual conquistou seu primeiro título nacional), e nas edições da Copa do Brasil de 2004 e 2010, onde foi quarto colocado e vice-campeão, respectivamente, tornando-se o único clube do estado a avançar às semifinais e chegar à final deste torneio. É importante destacar também que todas estas campanhas ocorreram após a construção do Barradão, evidenciando a importância do estádio na história recente do clube.
O Vitória é, ao lado do Bahia, os únicos clubes do estado que possui títulos internacionais que, embora fruto de amistosos ou torneios pré-temporada de clubes estrangeiros, são representativos dentre os troféus do clube. São os títulos do Torneio Senegal-Brasil de 1992 e do Troféu Cidade de Valladolid de 1997. Além disso, o Vitória também fez uma das melhores campanhas de um clube do Norte/Nordeste numa competição oficial da Conmebol, indo às quartas-de-final na Copa Conmebol de 1997. Na mais recente competição criada a partir dessa, a Copa Sul-Americana, o rubro-negro obteve seus melhores resultados nas edições de 2009 e 2014, alcançando as oitavas-de-final, um feito nunca igualado por nenhuma outra equipe nordestina até o Sport chegar às quartas-de-final em 2017 e o Fortaleza à final na edição de 2023. Assim como no Campeonato Brasileiro de 2013, quando o Vitória terminou o campeonato em 5º lugar, a melhor colocação de um time nordestino desde a adoção dos pontos corridos, até 2021, quando o Fortaleza terminou em 4° lugar e garantiu vaga na Libertadores do ano seguinte.

## História

### Fundação e pioneirismo

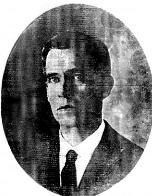
Artêmio Valente, fundador e idealizador do clube, sendo também o primeiro presidente

Fundado em 13 de maio de 1899, é, atualmente, o terceiro clube brasileiro em atividade a praticar o futebol.[carece de fontes?] O Vitória nasceu da iniciativa pioneira dos irmãos Artur e Artêmio Valente juntamente com outros dezessete jovens companheiros. Vindos de uma tradicional família baiana, adquiriram o gosto pelo cricket na Inglaterra, onde estudavam. Ao retornar ao Brasil, trouxeram na bagagem a paixão pelo esporte.
Na época, o cricket dominava a preferência dos baianos, mas o esporte era restrito aos imigrantes ingleses, restando aos brasileiros o podre "privilégio" de repor as bolas em campo, quase o mesmo dever que os gandulas de hoje exercem. O que gerava uma marginalização dos brasileiros neste esporte.
Cansados dessa discriminação, dezenove jovens tiveram a ideia de criar uma agremiação que os livrariam desse fardo e não mais os privariam de praticar o esporte. Então, no dia 13 de maio, uma reunião foi marcada para a casa dos irmãos Valente quando eles reuniram um grupo de amigos formado pelos mais representativos jovens da sociedade baiana, no casarão da família, com a participação de Adolfo Irineu dos Santos, Alberto Teixeira, Antonio Giz Almeida, Antonio Peixoto Guimarães, Augusto Francisco Lacerda, Carlos Carvalho, Carlos Oliveira Teixeira, Fernando Kock, Hebert Filgueiras, Joaquim Espinheiro Costa Pinto, Joaquim Rodrigues Chaves, Jorge Wilcox, Juvenal Teixeira, Leobino Cavalcante, Octavio Castro Rabelo, Pedro Gonçalves Almeida e Quintino Fontes Ferreira, todos moradores do Corredor da Vitória, um bairro de classe média e alta de Salvador e onde, hoje, está localizado o Edifício Casablanca.
A reunião começou com muitas dúvidas sobre qual nome teria o clube que rivalizaria com os ingleses. Com esse objetivo em mente, muitas sugestões patrióticas foram dadas, como Club de Cricket Baiano ou Club de Cricket Brasileiro. Porém, a ideia de homenagear o lugar onde todos moravam, com Victória (com c pela forte influência da língua inglesa na época e por se tratar de uma equipe de cricket, esporte inglês muito disputado pela colônia britânica que residia em Salvador), de Artêmio foi escolhida. O fato curioso é que a data originalmente prevista para a fundação do Vitória seria no dia 7 de maio, mas devido às chuvas que caíram naquele dia na capital baiana, a data foi transferida para a semana seguinte, em 13 de maio. Artêmio Valente se tornou o primeiro presidente, eleito por aclamação e Fernando Kock veio assumir a presidência 18 dias depois.
Tão grande era o desejo nacionalista de se impor aos imigrantes da Inglaterra que as cores inicialmente escolhidas foram o verde e o amarelo. Porém, o preto e branco foi logo incorporado pela falta de material esportivo com as cores da bandeira do Brasil e também por que a maioria dos clubes possuía uniformes com estas cores. O rubro-negro tradicional apenas foi adotado um tempo depois.
No cricket, o Victória vinha fazendo sucesso, mas com a volta de José Ferreira Júnior, o Zuza Ferreira, que passou alguns anos estudando em terras inglesas, à Bahia em outubro de 1901, o cenário local mudou. Zuza trouxe com ele um esporte diferente, que logo viraria febre entre os jovens baianos e brasileiros, o futebol. Reúne alguns amigos que jogavam cricket e promove o primeiro "baba" registrado em Salvador, no Campo da Pólvora. Anos depois Zuza chegou a jogar pelo Victória em partidas amistosas.

### Surgimento do"Leão da Barra"
Em 1902, já praticando outros esportes como futebol, remo, natação, atletismo e o próprio cricket, que levava no nome, o Club de Cricket Victoria se transformou em Sport Club Victoria, pois o cricket já não era o único esporte praticado. Na mesma época da mudança, o clube recebeu a alcunha de "Leão da Barra", apelido que ostenta até hoje. Também nesse ano, o Vitória mudou suas cores originais, que eram preto e branco, para o vermelho e preto por sugestão do Sr. Cesar Godinho Spínola, vindo do Rio de Janeiro e ex-remador do Flamengo, que ainda hoje está em uso.
| “ | Naquele primeiro ano de prática do remo, o Vitória, que dispunha dos barcos Tupy e Tabajara, conseguiu um feito inesquecível. Seus remadores saíram do Porto da Barra e foram até o Porto dos Tainheiros, em Itapagipe. O fato, que teve grande repercussão na época, originou o apelido de Leões da Barra para os atletas, e mais tarde para os próprios torcedores rubro-negros. | ” |

### Começando no futebol

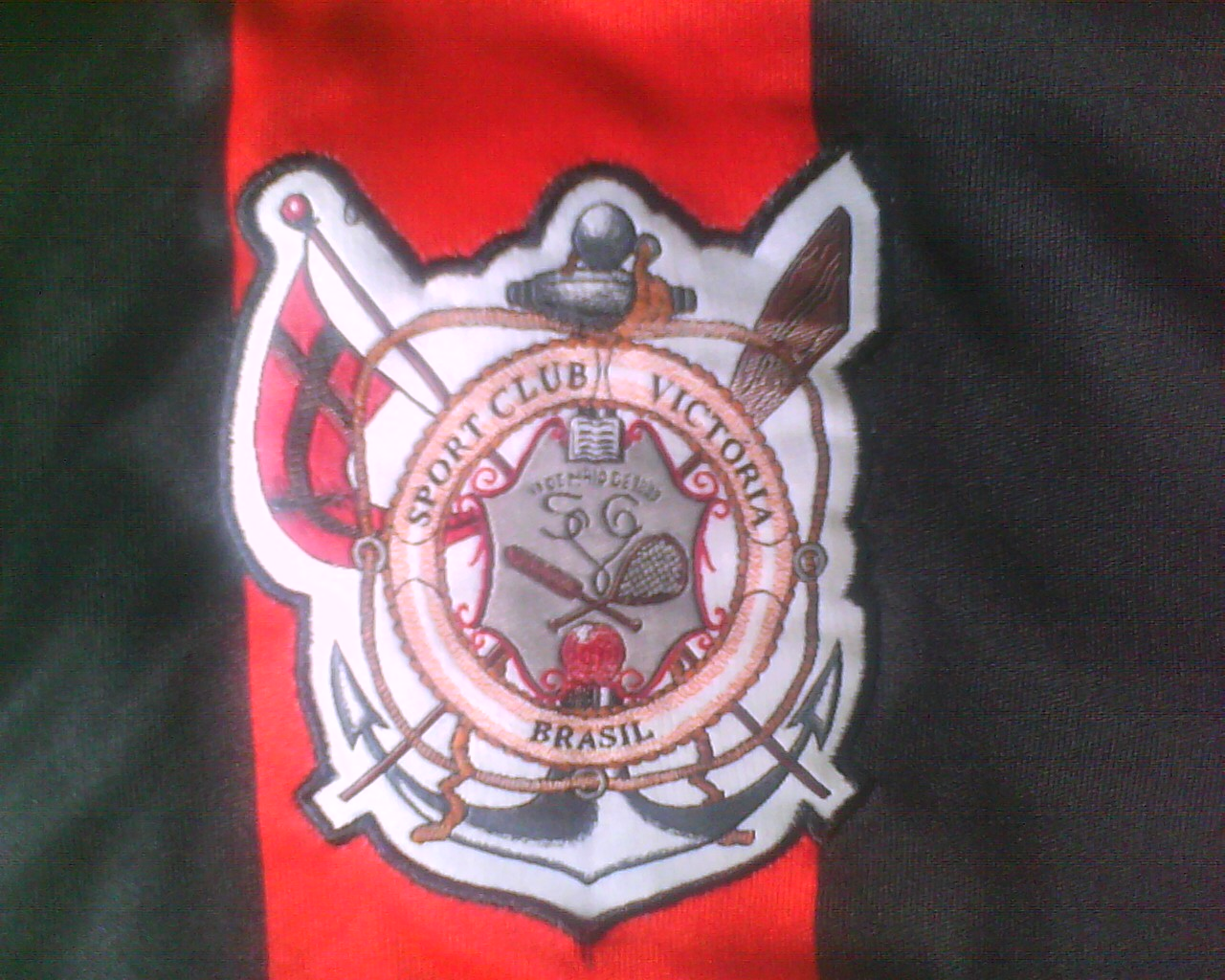
Foto do escudo antigo do Vitória, conhecido popularmente pela torcida de símbolo náutico

No futebol, o Victoria disputou sua primeira partida não oficial no dia 22 de maio de 1901 no Campo da Pólvora, contra o Sport Club Internacional, um time formado às pressas por integrantes das tripulações dos navios ingleses atracados no porto. A partida teve como resultado uma vitória por 3 a 2 para o rubro-negro. A primeira partida de futebol não é considerada oficial pelo Esporte Clube Vitória, provavelmente, devido ao fato do departamento de futebol deste clube ainda não ter sido fundado, quando da realização da partida, mas que viria a ser inaugurada um pouco tempo depois. Esta partida eventualmente pode não ter seguido as regras oficiais de uma partida de futebol.
Oficialmente, a primeira partida de futebol do Victoria se deu em 13 de setembro de 1902. Numa partida muito disputada, marcando também a inauguração do Campo dos Mártires, posteriormente chamado de Campo da Pólvora, o Leão derrotou o São Paulo Bahia Football Clube, time formado por integrantes da colônia paulista, por 2 a 0. Em 1903, o Campo da Pólvora serviu de jogos amistosos de times recêm formados da cidade, em função que ainda não existia a Liga Baiana de Esportes Terrestres (atual Campeonato Baiano), que só foi disputada em 1905. Em 1904, muitos outros times já tinham sido fundados na Bahia e o futebol não era um esporte tão desconhecido para o público. Grandes platéias se formavam para assistir aos jogos, ao som de bandas de música e fanfarras. Nesse ano, foi um dos fundadores da primeira Liga de Futebol da Bahia, chamada de Liga Bahiana de Desportos Terrestres, que iria organizar o primeiro Campeonato Baiano de Futebol, no ano seguinte. O Club International de Cricket levou a taça, enquanto o Vitória conquistou o terceiro lugar.
Durante essa época, cheia de novidades para os jovens que experimentavam o novo esporte, o remo, já tradicional, despontava como atividade principal do Vitória. O Vitória também revelou talentos no atletismo, polo aquático (esporte em que ficou dois anos invicto), natação e até mesmo xadrez. O pioneirismo do clube o levou a organizar todas as federações em nível estadual e colocou seu nome nas atas de fundações de muitas, quase todas, associações esportivas da Bahia, como exemplo, a Federação Baiana de Pugilismo e a própria Liga Bahiana de Desportos Terrestres.

### Primeiros títulos, amadorismo e o jejum

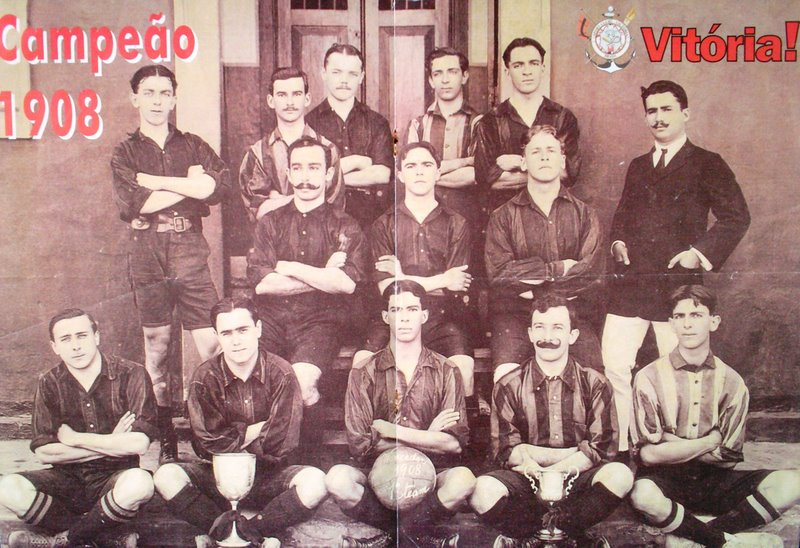
Elenco do Victoria campeão baiano de 1908

O Vitória iniciou sua jornada de conquistas no futebol, após ter sido vicecampeão nas duas edições anteriores (1906 e 1907), em 1908, quando se tornou, pela primeira vez, campeão baiano num campeonato disputado apenas por três clubes pela primeira vez, devido a saída do Bahiano, que dissolveu-se. O bicampeonato veio no ano seguinte. Estes foram os dois únicos Estaduais vencidos pelo Vitória na era do amadorismo. A partir de então, de 1910 a 1952, o clube não ganharia nenhum título por causa do amadorismo, vivendo um de seus piores momentos da história.
Depois de ser vice-campeão por mais duas ocasiões, em 1911 e 1912, a Liga foi abolida por prováveis divergências internas. Assim, outra liga tomou parte do campeonato em 1913, dessa vez admitindo jogadores e clubes de classes inferiores e, principalmente, negros, o que não agradou os clubes da "velha guarda". O Vitória e os outros times que faziam parte da organização dos campeonatos até então não concordaram com o novo estilo e abandonaram a Liga, abrindo espaço para outros clubes se inscreverem. Assim, de 1913 a 1919, o rubro-negro não participou do certame, deixando que outros times se consolidassem no estado e tomassem conta dos títulos baianos, fazendo com que, no seu retorno, em 1920, o Leão não obtivesse o mesmo êxito com suas equipes.

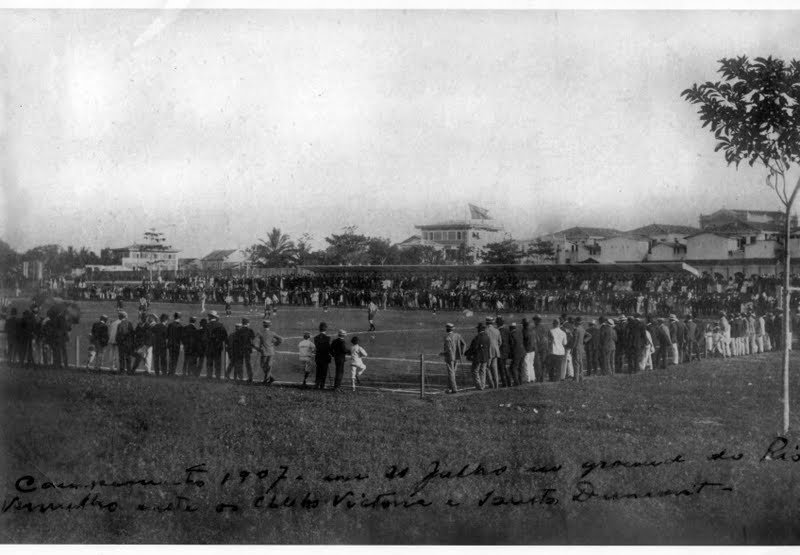
Partida entre Victoria e Santos Dumont pelo Baiano de 1907.

O Vitória ficou de fora ainda das edições de 1930, 1931 e 1937, devido ao seu problema com o amadorismo. Nas décadas de 1930 e 1940, os jogadores eram, em sua maioria, universitários, que deixavam o time assim que se formavam. Quando não, o Vitória perdia os jogadores para outros times que ofereciam altos salários, times já profissionais.
Apesar desses problemas, o rubro-negro conseguiu se sagrar hexacampeão do Torneio Início, em 1926, 1941, 1942, 1943, 1944 e 1949, torneio de grande credibilidade na época e que não deixou o time da Barra ser esquecido pelos torcedores.

### Profissionalização e títulos
Os esportes olímpicos continuaram sendo a prioridade do Sport Club Victória até o início da década de 1950, quando o Vitória ainda não tinha se profissionalizado totalmente, já tinha deixado de disputar diversos campeonatos e, assim, não conseguido títulos por um bom tempo. Esse "problema" foi resolvido em 1953 (o primeiro a ser disputado integralmente na Fonte Nova), já adotando o profissionalismo no futebol, numa partida emocionante contra o Botafogo quando conquistou seu terceiro título do Campeonato Baiano e que teve como grande destaque Quarentinha, artilheiro da competição.
| “ | Tão emocionante foi esse tento que a torcida rubro-negra vibrou de forma incomum, que um fan do clube da Barra acabou por desmaiar, somente vindo a se restabelecer muitos minutos depois [...] Meia hora antes do embate terminar e os fans do Vitória, inclusive fantasiados e mascarados, começaram a convergir para a pista | ” |

A partir daí, o seu grande rival, o Esporte Clube Bahia, então conseguiria dominar o Estadual e o Vitória só ganharia os Campeonatos de 1955 e 1957; de 1964 e 1965 (segundo bicampeonato conquistado); de 1972, de 1980, de 1985 e o de 1989. Nesse período, o Bahia chegou a ser heptacampeão, entre 1973 e 1979 – a maior sequência de títulos do futebol baiano.

#### Bicampeonato boicotado pela imprensa
Após conquistar o primeiro turno do Campeonato Baiano de 1964, um jornalista divulgou no seu jornal que o time rubro-negro vinha escalando um jogador irregular na conquista da primeira parte do certame. Tal jornalista, alguns dias depois, foi agredido  num ônibus e Ney Ferreira, presidente do Vitória, e seu diretor de esportes, Henrique Cardoso foram acusados do ato. Essas acusações serviram para que a imprensa boicotasse qualquer notícia dos dois campeonatos que o time da Barra veio a conquistar.
O professor Paulo Leandro, no seu trabalho "O jornalista e o Cartola", lembrando do Esporte Jornal, único meio de comunicação que continuou a noticiar sobre o Vitória, relatou o fato que até hoje é lembrado pelos torcedores:
| “ | Nenhum veículo impresso, exceto o Esporte Jornal, noticiou o título do Vitória, um fato raro no mundo, em se tratando de um grande clube, capaz de mobilizar multidões e gerar um mercado rentável | ” |

#### Campeonato Baiano de 1972 e Brasileirão
O rival tricolor do Vitória dominava o cenário estadual nas décadas de 1930 e 40. Ao rubro-negro, restava tentar acabar com essa hegemonia a cada ano que passava. Na década de 1960, já havia conseguido um histórico bicampeonato, mas, na década seguinte, apenas em um ano algum time conseguiu fazer com que o título não fosse para o tricolor. E foi em 1972, quando o rubro-negro contava com um ataque devastador: Osni, André Catimba e Mário Sérgio.
O elenco daquela conquista é lembrado como um dos melhores de todos os tempos já formado pelo Leão. O primeiro turno foi conquistado pelo rival, depois de derrotar o Vitória, invicto até então. No segundo turno, a decisão foi mais uma vez num Ba-Vi, com o Vitória mais uma vez invicto e, dessa vez, se saindo vencedor. O terceiro turno foi decidido nos pênaltis com o tricolor se sagrando vencedor.
Assim, a final do campeonato seria decidida em mais um clássico, a décima decisão do certame estadual com um Ba-Vi. O Vitória precisava vencer os dois jogos para sagrar-se campeão. E venceu. Com dois gols de Osni e um de Catimba, o Vitória venceu por 3 a 1 o segundo jogo, depois de ter triunfado por 2 a 1 no primeiro (os dois gols de Mário Sérgio), e sagrou-se pela primeira vez campeão baiano invicto na história, a sua oitava conquista do baianão.
Ainda em 1972, o Vitória fez sua estreia no Campeonato Brasileiro de Futebol, após ter ficado de fora da edição de 1971. Ficou na vigésima colocação, entre 26 equipes, com seis vitórias, dez empates e nove derrotas. Faria, no entanto, uma partida histórica, recebendo o Santos de Pelé na Fonte Nova, no dia 17 de setembro de 1972, onde venceu por 1 a 0, com gol de Almiro. No ano seguinte, o Vitória também venceria o primeiro Ba-Vi ocorrido em campeonatos brasileiros, batendo o Bahia por 1 a 0 na Fonte Nova, com gol de Mário Sérgio. Manteve-se invicto contra o rival em competições nacionais até 1977.

#### Torneio José Américo de Almeida Filho
No ano de 1976, ocorreu a segunda edição do Torneio José Américo Filho. Com doze equipes disputando o certame, o rubro-negro foi campeão após vencer, na final, o América de Natal por 3 a 0, com dois gols de Zé Júlio e um de Geraldão. A campanha vitoriosa teve sete vitórias, cinco empates e apenas uma derrota.
Após reivindicações do Vitória, essa competição chegou a ser reconhecida inicialmente pela CBF, em setembro de 2012, como equivalente ao que nos dias de hoje é a Copa do Nordeste, através de seu guia anual, Guia do Campeonato Brasileiro de 2012. Porém, os títulos deste documento, foram anunciados pelos próprios clubes e não pela CBF em si (cabe também observar que o reconhecimento de títulos pela CBF vem através de Resoluções de Presidência da mesma, não através do Guia do Campeonato Brasileiro. O referido Guia traz, inclusive, uma seção de bibliografia, em que constam fontes externas (diversos sites, inclusive a própria Wikipédia), que não são documentos oficiais da CBF.). Mas nas edições posteriores, esta decisão foi revista, como na edição do Guia do Brasileirão - CBF 2015.

### Década de 1980: Surgimento do"Nêgo", lançamento de hino e Barradão
O grito mais famoso dos torcedores do Vitória, o "Nêgo", foi incorporado depois de um erro da torcida, fato acontecido em 1981, num jogo contra o Grêmio, contando pelo Campeonato Brasileiro. Depois de começar o segundo tempo perdendo por 1 a 0, a Vitoraça, torcida organizada do time, procurou motivar os jogadores com seus gritos. Um deles, o "Leeeeãããão", que seria usado pela primeira vez, acabou pegando, mas de outra forma. O resto do estádio ouviu errado e acabou gritando "Nêêêêgoooo", e hoje o grito é o mais usado nos jogos do rubro-negro.
Mas um dos fatos marcantes da década de 80 aconteceu no dia 1 de agosto de 1985, quando o clube lançou o seu novo hino, de autoria do compositor Walter Queiroz Júnior. Era a campanha "Este hino vai levantar o Estádio", que pretendia arrecadar recursos para a conclusão do Barradão. E em 1986 o Estádio Manoel Barradas é inaugurado, dando continuidade ao projeto do Complexo Esportivo da Toca do Leão, que depois passou a se chamar Complexo Esportivo Benedito Dourado da Luz, iniciado no final dos anos 70. O primeiro gol marcado no estádio foi de Dino Furacão do Santos, amistoso que terminou empatado em 1 a 1.

### Década de 1990: Independência e hegemonia estadual
A década de 1990 foi certamente uma reviravolta na história do Vitória. Uma nova diretoria havia tomado controle do time alguns anos antes com promessas de torná-lo um clube de ponta do Brasil. A primeira conquista foi a independência financeira, já que o clube ainda vivia de doações e favores de seus torcedores ilustres. A gestão se caracterizou pelo alto investimento (ainda que baixo para os padrões do futebol brasileiro na época) nas categorias de base, o que deu resultado: com seis conquistas do Campeonato Baiano de Futebol (1990, 1992, 1995, 1996 e 1997) contra quatro do rival, o Vitória consolidou uma hegemonia estadual e diminuiu a larga vantagem do arquirrival em títulos estaduais e confrontos diretos do clássico Ba-Vi, o maior clássico do Norte/Nordeste e um dos maiores do Brasil.

#### Vice-campeonato brasileiro
A década começou promissora, com o terceiro bicampeonato da história do rubro-negro, em 1989-90. Três anos depois, no seu retorno à Série A, o Vitória montou um elenco modesto com uma folha de pagamento extremamente pequeno, dando prioridade à sua divisão de base, que viria a ser sua principal arma para o futuro. Nomes como Dida, Paulo Isidoro, Alex Alves, Rodrigo, Giuliano foram incorporados ao elenco principal naquele mesmo ano, e foram peças fundamentais para a campanha do Leão no certame.
Depois de eliminar times como Flamengo, Santos e Corinthians, o Vitória chegou à final contra o milionário Palmeiras. A diferença entre os dois clubes era gritante. Para se ter uma ideia, a folha salarial inteira do time baiano correspondia apenas ao salário de Edmundo, atacante do time paulista. O Palmeiras acabou vencendo os dois jogos da final, levando o título e deixando o vice-campeonato para o rubro-negro. No entanto, merece destaque o fato do rubro-negro ter levado quase 80 mil pagantes na primeira partida da final, disputada na Fonte Nova.

#### Tricampeonato baiano e Nordestão
Só em 1997 o Vitória voltaria a fazer uma campanha satisfatória no Campeonato Brasileiro, ano em que terminou em 9° lugar, a 1 ponto da classificação à fase final. 1997 também foi o ano do primeiro Tricampeonato Baiano do time da Barra e da sua primeira Copa do Nordeste, certame no qual obteve 5 triunfos, 2 empates e apenas 1 derrota, feitos conseguidos depois de bater o arquirrival Bahia nas finais de ambos campeonatos.
Na campanha do tricampeonato, o Leão teve 17 vitórias, 3 empates e 2 derrotas. Somando-se os números das campanhas anteriores, 1995 e 1997, tem-se 93 jogos, 62 vitórias, 20 empates e 11 derrotas.
O Vitória eliminou das semifinais o Ceará e após ter ganhado na partida de ida por 3 a 0 e derrotado na volta, por 2 a 1, foi o campeão.

#### Centenário
O tetracampeonato não veio em 1998, mas em 1999, ano do centenário do rubro-negro baiano, outra "dobradinha" veio e mais uma ótima campanha no Brasileirão, quando ficou na 3ª colocação, sendo eliminado pelo Atlético Mineiro, nas semifinais. Depois de terminar a fase de classificação na 6ª posição, o Vitória, comandado por Toninho Cerezo, enfrentou, nas quartas-de-final, o Vasco da Gama, fazendo, logo no primeiro jogo, uma partida memorável, que é muitas vezes denominada o melhor jogo do time na Era Barradão, tendo vencido por 5 a 4 o time do Rio de Janeiro. Empatou os outros dois jogos e avançou às semifinais, onde enfrentaria o Atlético Mineiro. Depois de vencer um e perder outro jogo, sucumbiu na terceira partida e deu adeus à competição.
A conquista do Baiano foi a mais polêmica da história do Vitória. Título dividido com seu rival tricolor, até hoje é motivo de discussões. A Copa do Nordeste desse ano veio novamente numa final contra o mesmo Bahia, em dois jogos, tendo o rubro-negro vencido o primeiro jogo por 2 a 0 e o rival o segundo por 1 a 0.

### Década de 2000: amplo domínio estadual, rebaixamento e retorno

#### Começo de década promissor
A década de 2000 começou da mesma forma da anterior, com outro bicampeonato estadual e mais planos de manter a hegemonia que, pela primeira vez, depois de 80 anos, voltara do rubro-negro.
O ano de 2001 foi o único da década em que o Vitória não comemorou alguma conquista. Em todos os outros, o título estadual ou uma promoção foi motivo de orgulho para os torcedores, como aconteceu nos dois anos seguintes, quando venceu os Campeonatos Baianos de 2002 e 2003, além da Copa do Nordeste de 2003.

#### Série B após treze anos
O ano de 2004 foi um dos anos mais irregulares e estranhos pode-se dizer assim da história do clube. Com contratações de peso como os baianos recém campeões do mundo pela Seleção Brasileira em 2002, Vampeta e Edílson, esperava-se muito do time no ano. O começo foi empolgante, após ganhar o Baianão 2004, a Taça Estado da Bahia de 2004 e um início avassalador, ficando na ponta do Campeonato Brasileiro e chegando às semifinais da Copa do Brasil, diversos problemas, financeiros e sociais, abateram o elenco ainda no primeiro turno do Brasileirão e o Vitória entrou em queda livre e foi rebaixado para a Série B do ano seguinte.

#### Tetracampeonato baiano e Série C
As promessas de retornar o time baiano à elite no ano seguinte da diretoria foram ajudadas pelo bicampeonato da Taça Estado da Bahia e o inédito e histórico tetracampeonato Baiano em 2005, de forma invicta, com nove vitórias e 5 empates em 14 jogos, consolidando de uma vez por todas o domínio rubro-negro no estado.
Os números totais dos quatro campeonatos que conquistou são ainda mais expressivos. Em 54 jogos, o Vitória triunfou 35 vezes, empatou 13 e perdeu apenas 6 partidas, dando um aproveitamento total de mais de 72% ao time da Barra.
Apesar dessas conquistas, o time sofria com sua fraca defesa. Na Série B, apesar de ter lutado o campeonato inteiro por posições que o levariam à próxima fase do campeonato, o time entrou mais uma vez em queda livre e, das cinco últimas partidas disputadas, o rubro-negro só conquistou um ponto. Mesmo assim, as chances de cair ainda eram remotíssimas, era preciso uma combinação de, pelo menos, quatro resultados para fazer o Leão ser rebaixado. Mas o que parecia impossível aconteceu. Junto ao seu maior rival baiano, sucumbiu à vergonha de jogar a Série C pela primeira vez em sua história, terminando na 17ª posição na tabela. A tragédia foi tão grande que a diretoria foi trocada, o elenco quase inteiro foi dispensado e ainda deixa suas marcas, como processos, dívidas e mágoas entre torcedores e/ou antigos funcionários do clube.
A Série B daquele ano foi citada no escândalo da Máfia do Apito como tendo jogos manipulados, mas diferente da Série A, não teve jogos anulados. Se os jogos da Série B fossem anulados, o Vitória poderia não ser rebaixado.

#### Retorno à Série A
Em 2006, o Vitória ainda sentia a tragédia e perdeu o Campeonato Baiano para o modesto e organizado Colo Colo em pleno Barradão, quebrando um tabu de quase 40 anos sem que um clube do interior conquistasse o campeonato. Mas a volta por cima ainda estava por vir. Depois de ter conquistado o tricampeonato da Taça Estado da Bahia, o Vitória, com um elenco formado basicamente por apostas e revelações, conseguiu fazer uma campanha não tão brilhante, mas melhor do que todos esperavam, se tornando vice-campeão daquele ano do Brasileirão e ascendendo à Série B do ano seguinte.
No ano de 2007, as promessas eram mais difíceis e a expectativa era de muita competitividade na tão disputada Série B daquele ano. Mas o clube conseguiu manter uma regularidade quase nunca vista na sua história, permanecendo nas primeiras posições do campeonato o ano inteiro e voltando à elite do futebol brasileiro quando terminou o campeonato na 4ª posição, o que significou muito para o clube, já que conseguiu subir à elite do futebol brasileiro em apenas dois anos. Até hoje, o Vitória é um dos únicos a conseguir esse feito (ser rebaixado para a Série C e voltar à Série A dentro de campo, sem precisar de viradas de mesa, como era comum no futebol brasileiro, e permanecer na elite). Nesse ano, o ataque do Vitória foi o grande destaque, foram mais de 100 gols feitos na meta adversária, principalmente com Índio e Joãozinho.

#### Consistência na elite e Copa Sul-Americana
Em 2008, o time começou mal o Campeonato Baiano, terminando a primeira fase na terceira colocação. Mas graças a gratas surpresas no fim do certame, o Vitória conquistou mais um bicampeonato baiano. Mas todos só tinham em mente o retorno do Leão à Série A, depois de três anos fora. A imprensa e público ficaram bastante surpresos com a campanha do rubro-negro. O time acabou terminando o primeiro turno em quinto lugar, a uma posição de uma vaga na Copa Libertadores. No segundo turno, devido à saída de jogadores chave no esquema do time e a desentendimentos entre jogadores e comissão técnica, o clube acabou perdendo a chance de brigar pelo torneio continental, terminando o campeonato na décima colocação, garantindo vaga na Copa Sul-Americana.
O tricampeonato estadual veio em 2009, junto com a primeira participação na Copa Sul-Americana e o segundo ano de Série A após o inferno da Série C. O Vitória acabou não fazendo boa campanha no campeonato continental e foi eliminado nas oitavas-de final pelo River Plate, o então desconhecido time uruguaio. Na Copa do Brasil, não passou pelo Vasco da Gama, nas quartas-de-final. No Brasileirão, após um começo excelente, ficando no "G4" por 12 rodadas, acabou tendo a mesma queda livre do ano anterior, e terminou o certame em 13°, garantindo, ao menos, uma vaga na Copa Sul-Americana de 2010 pelo segundo ano consecutivo.

### 2010—presente
Em 2010, com uma campanha superior às do rivais, sagrou-se, pela segunda vez, tetracampeão baiano, ao derrotar novamente o Bahia na final. Com o segundo tetra consecutivo, foi, ao lado do Fortaleza, o campeão estadual da década, como o maior vencedor brasileiro de campeonatos estaduais, com oito títulos.
Na Copa do Brasil, o time baiano conseguiu chegar pela primeira vez à final da competição, decidindo o título contra o Santos, time mais badalado do país (história que o clube vivera dezessete anos antes, em 1993). Após perder por 2 a 0 na Vila Belmiro e vencer por 2 a 1 no Barradão, acabou com o vice-campeonato.
Na volta do "Nordestão", que não era realizado desde 2003, o clube conseguiu conquistar o seu quarto título regional, jogando com o time "B", ao derrotar o ABC fora de casa na final por 2 a 1.
Em seu segundo ano disputando a Copa Sul-Americana, o time conseguiu jogar bem no primeiro jogo, ganhando por 2 a 0 do Palmeiras no estádio do Barradão, porém, no jogo da volta, o rubro-negro baiano foi surpreendido com uma reação do time paulista, incentivada por mais de 20 mil torcedores no estádio do Pacaembu, onde o Palmeiras acabou vencendo a partida por 3 a 0, dando fim a chance do Vitória chegar à fase internacional da competição.

#### Novo rebaixamento e permanência na segundona
Porém, na disputa do Brasileirão, foi rebaixado ao terminar o certame na 17ª colocação, precisando vencer o Atlético Goianiense na última rodada em casa e apenas conseguindo um empate em 0 a 0. Mesmo com quase 40 mil pessoas no Barradão na partida (fato que ocorreu nos últimos quatro jogos do clube no seu estádio), o time não conseguiu marcar um gol sequer. Com isso, em apenas 3 anos na elite do futebol brasileiro, o clube voltara a disputar a Segundona.
No Campeonato Baiano do ano seguinte o time chegou até a final diante do modesto Bahia de Feira. No entanto, o que se viu naquele ano, foi o mesmo que aconteceu em 2006: o rubro-negro baiano acabou perdendo mais um título dentro do próprio Barradão para um time do interior, o que acabou com a possibilidade do Vitória de conquistar seu pentacampeonato estadual.
Já na Segunda Divisão, na campanha de acesso à elite do futebol, o time conseguia fazer bons jogos, sempre vencendo ou empatando e ficava entre os primeiros na tabela, mas na penúltima rodada do Campeonato, onde se o Vitória ganhasse o jogo decretaria de vez sua ida para Primeira Divisão, o time acabou perdendo para o São Caetano (que brigava para não cair) diante de uma virada incrível do time paulista na qual o Vitória estava ganhando a partida por 1 a 0 até os 43 minutos do 2º tempo quando o São Caetano em uma reação incrível virou a partida para 2 a 1 aos 48 minutos dos acréscimos. Diante daquela derrota, no Barradão lotado com 38 mil pessoas, o Vitória se viu mais distante de conquistar uma vaga na Série A do Campeonato Brasileiro e permaneceu mais um ano na Série B.

#### Perda do estadual e retorno à primeira divisão
Em 2012, o Vitória começou no Campeonato Baiano bem, chegou às semifinais da competição com o Feirense onde conseguiu passar pelo time de Feira de Santana e chegou a final (a sua 11ª final consecutiva, um feito inédito) contra seu principal rival, o Bahia, com quem duelaria mais uma final de Campeonato Baiano. Na finalíssima, o Bahia estava com a vantagem de jogar pelo empate por ter realizado a melhor campanha no Campeonato. No primeiro jogo, no Barradão, acabou terminado em empate de 0 a 0 tendo como palco da decisão, o estádio de Pituaçu. Já no jogo de volta no Pituaçu, o Vitória tinha que vencer de qualquer maneira para poder conquistar o título. Em um jogo emocionante de 6 gols onde acontecia viradas espetaculares, o título acabou ficando mesmo com o Bahia que depois de longos 11 anos voltava a levantar o troféu do Campeonato Baiano e para o Vitória deu-se a perda da hegemonia de títulos da competição pelo 2º ano consecutivo até então (já que em 2011 acabou perdendo para o Bahia de Feira).
Para a disputa da Série B de 2012, um novo Vitória é formado. Com boa parte dos jogadores vindos da divisão de base do clube, como o meia Leílson, o goleiro Gustavo, os zagueiros Gabriel Paulista, Josué e Dankler, o atacante Willie, etc formando uma mescla com o time-base dos anos anteriores e mais algumas novas contratações, a equipe iniciou o campeonato de forma destacada, com dez vitórias e um empate nos treze primeiros jogos (a título de comparação, nos doze primeiros jogos da Série B de 2012, o Vitória conseguiu mais pontos do que no primeiro turno de 2011) mantendo-se invicto nos jogos realizados na sua casa, o Barradão, durante os sete primeiros meses do ano. A perda da invencibilidade aconteceu no dia 3 de agosto, em partida contra o Bragantino válida pela 15ª rodada. Três rodadas depois, na 18ª, com o triunfo por 2 a 1 sobre o Joinville em casa, no dia 17 de agosto, o Vitória assume pela primeira vez a liderança da Série B. Na rodada seguinte, agora enfrentando o Ceará em Fortaleza, mais uma boa vitória por 3 a 1 mantém o rubro-negro na liderança do campeonato no fechamento do primeiro turno. Com este resultado, além da manutenção da liderança, o Vitória obteve o recorde de melhor campanha num primeiro turno da Série B, desde que houve a inserção dos pontos corridos no campeonato, em 2006. Ao fim das primeiras 19 rodadas da Série B, o rubro-negro baiano somou 44 pontos, com quatorze vitórias, 2 empates e 3 derrotas, com um aproveitamento de 77% dos pontos disputados.
No segundo turno, porém, a equipe do Vitória não conseguiu manter a grande fase vivida até então, e enfrentou uma série de derrotas, principalmente nos jogos realizados longe do Estádio do Barradão. O ápice desta crise se deu no dia 21 de outubro, com a demissão do treinador Paulo César Carpegiani, que havia comandado a equipe durante toda a excelente campanha do primeiro turno. Boatos de desentendimentos internos com alguns dos principais jogadores da equipe, dentre eles o volante Uelliton – jogador do Vitória desde 2006 e que deixou o clube logo após o final da temporada – foram um dos principais fatores que culminaram na saída de Carpegiani. Após a saída de Paulo César, Ricardo Silva voltou a assumir interinamente a equipe por algumas rodadas, dando lugar a PC Gusmão a quatro rodadas do final do campeonato. Apesar do turbulento segundo turno, o Vitória conseguiu assegurar o seu retorno à primeira divisão do futebol brasileiro depois de dois anos com um empate diante do Ceará na última rodada, frente a um Barradão lotado, e finalizou o campeonato na quarta colocação com 71 pontos, mesmo número de pontos do São Caetano, porém, o rubro-negro tinha mais vitórias na competição. Outro grande destaque do campeonato ficou por conta da torcida rubro-negra, que obteve a melhor média de público desta edição da Série B e a nona melhor dentre todos os clubes do futebol brasileiro, com cerca de 16.192 torcedores pagantes por jogo. Pela Copa do Brasil, a equipe superou sobretudo a desconfiança. Após passar pelo São Domingos na fase inicial, o Rubro-Negro enfrentou o ABC. Após empatar por 1 a 1 no jogo de ida realizado em Natal, a classificação veio no Estádio do Barradão num jogo que entrou para a história do clube. Numa atuação destacável de Neto Baiano, maior artilheiro do clube no ano e que foi autor de um hat-trick (três gols num jogo), o Vitória reverteu uma vantagem de 2 a 0 que permaneceu até os 32 minutos do 2º tempo. Aos 33, 45 e 48 minutos do 2º tempo, Neto marcou e garantiu a vaga da equipe nas oitavas-de-final. Nas oitavas, o Vitória despachou o Botafogo em pleno Engenhão. Porém, nas quartas-de-final, o adversário, o Coritiba, eliminou a equipe baiana. No primeiro jogo, em Salvador, empate sem gols. Na partida da volta, em Curitiba, a equipe até abriu o marcador, mas não suportou a pressão e acabou sendo derrotado por 4 a 1, de virada.
Campanha "Meu Sangue é Rubro-Negro"
Durante o ano de 2012, além das boas campanhas na Série B e na Copa do Brasil, outra ação destacável do Vitória foi a campanha "Meu Sangue é Rubro-Negro". Iniciada no dia 30 de junho, na vitória por 2 a 0 sobre o Avaí, pela 8ª rodada da Série B, a campanha tinha como intuito principal incentivar os torcedores na doação de sangue. Em parceria com uma empresa de publicidade, o Vitória passou a usar, a partir deste jogo, o uniforme preto e branco, tornando-se alvinegro. No início da campanha, tratava-se de uma camisa branca com listras pretas (totalmente alvinegra), calção e meias pretas. As tradicionais listras vermelhas e horizontais voltaram progressivamente, de acordo com a evolução nos estoques de sangue do Hemoba (Fundação de Hematologia e Hemoterapia da Bahia), como mostra o gráfico de camisas abaixo.
Evolução dos uniformes durante o "Meu Sangue é Rubro-Negro"
| Primeiro | Segundo | Terceiro | Quarto | Quinto |  |

À medida que os estoques de sangue do Hemoba iam aumentando, a camisa trazia de volta suas linhas tradicionais nas partidas seguintes realizadas no Barradão, a casa do clube. O sucesso da campanha foi tão rápido que, contra o Bragantino, algumas rodadas depois, apenas uma faixa branca restava no uniforme da equipe baiana. Na partida seguinte em casa, contra o Guaratinguetá, a equipe voltou a vestir a camisa totalmente rubro-negra.
A campanha obteve extremo sucesso, e superou inclusive as expectativas do clube e da agência de publicidade parceira. Segundo o departamento de marketing do Vitória, o aumento nas doações de sangue durante o período da campanha foi de 51%. O elevado índice nas doações surpreendeu também o Hemoba, que previa um acréscimo de 40%, além do próprio clube, que esperava uma elevação de apenas 25%. Os resultados foram tão bons, que uma campanha semelhante foi feita pelo maior arquirrival do rubro-negro, o Bahia, algumas partidas depois. Com o sucesso do "Meu Sangue é Rubro-Negro", o Bahia iniciou então a campanha "Sangue de Aço", numa partida contra o Corinthians, onde também incentivava os torcedores do clube a doarem sangue. Na ocasião, os jogadores usaram a marca da campanha em seus uniformes, abaixo dos números. A importância foi tamanha que o Vitória resolveu abrir um espaço no Memorial 13 de Maio, localizado no Barradão, para imortalizar a campanha. No local, além das camisas, há premiações e folhetos da ação.
Ao final do ano, a campanha "Meu Sangue é Rubro-Negro" recebeu alguns dos mais importantes e respeitados prêmios no ramo da publicidade brasileira, dentre eles o "Marketing Best 2012" e o "Effie Awards Brasil 2012", dentre outros. A campanha também rendeu ao clube prêmios internacionais e reconhecimento em diversos veículos de comunicação como a NBC, BBC, Al Jazeera e Reuters, além de uma inédita publicação no livro HumanKind em versão portuguesa, que aborda a questão do marketing e criatividade no mundo dos negócios enfatizando as necessidades humanas e o que é importante para as pessoas no segmento da comunicação.
A ação também gerou lucro e economia para o Vitória. Após pesquisa realizada por uma empresa de monitoramento da informação, concluiu-se que só em mídia espontânea o clube economizou 15 milhões de reais. Na televisão, foram 900 minutos de propagandas sobre a ação, que teve duração de dois meses e um custo total de 30 mil reais. A venda das camisas envolvidas na campanha foi outro fator que determinou o grande sucesso da mesma.

#### Título estadual incontestável e boa campanha no Brasileirão
A temporada 2013 para o time profissional do Vitória teve início no dia 20 de janeiro, na primeira rodada da Copa do Nordeste, que retornou após dois anos e teve exatamente o rubro-negro baiano como último campeão. O bom começo de temporada da equipe foi motivador, trazendo à Toca do Leão jogadores de renome internacional como Damián Escudero e Luis Cáceres e a volta do zagueiro Victor Ramos. Na estreia, o rubro-negro venceu o América de Natal fora de casa por 2 a 1. Classificou-se como líder absoluto de seu grupo. Nas quartas-de-final, contra a equipe do Ceará, mesmo após vencer por 2 a 0 em pleno Estádio Presidente Vargas, em Fortaleza, foi eliminado após derrota num polêmico jogo de volta, terminando na 5ª colocação geral do torneio.
Após 27 dias de treinamentos, sem disputar nenhuma partida oficial, o Campeonato Baiano iniciou-se para o rubro-negro no dia 16 de março, num triunfo sobre o Botafogo-BA por 3 a 1, com os três gols marcados por Marcelo Nicácio, artilheiro do clube na temporada. O primeiro Ba-Vi ocorreu no dia 7 de abril, em jogo que marcou a inauguração da Arena Fonte Nova (terceiro estádio concluído entre o 12 da Copa do Mundo) e foi válido pela 4ª rodada do estadual. Pelo fato de ser a inauguração de um estádio para a Copa do Mundo, este clássico Ba-Vi, muito mais do que os anteriores, teve ampla exposição inclusive internacional, e foi acompanhado ao vivo por torcedores de todo o Brasil através do canal a cabo SporTV. O Vitória entrou, mais uma vez, para a história do clássico, do futebol baiano e ainda mais do novo estádio, pois além da goleada por 5 a 1 sobre o grande arquirrival Bahia, teve também o 1° gol da partida (marcado de pênalti pelo rubro-negro Renato Cajá, aos 41 minutos do 1º tempo). Outro jogador rubro-negro que também obteve grande destaque no clássico foi o argentino Maxi Biancucchi, autor do 2º gol da goleada, um belíssimo gol por cobertura, e que chegou a ser eleito um dos gols mais bonitos dos estaduais brasileiros na rodada. Apesar do mando de campo ser do rival, Maxi saiu de campo aplaudido e chegou a ter seu nome gritado nas arquibancadas. Os demais gols foram marcados por Michel, Vander e Damián Escudero, finalizando o 5 a 1 que ficará marcado na história do clássico baiano e da recém-inaugurada Arena Fonte Nova.
A final do Campeonato Baiano ficou marcada na história dos Ba-Vis e, novamente, da Arena Fonte Nova. Em jogo realizado no dia 12 de maio, o Vitória goleou mais uma vez o arquirrival Bahia, desta vez por 7 a 3, no primeiro jogo que decidiu o estadual baiano. Destaque para Dinei, que marcou 4 dos 7 gols do rubro-negro; Gabriel Paulista, Fabrício  selaram a segunda maior goleada da história do Vitória no confronto (a maior ocorreu em 2 de julho de 1948, com um 7 a 1). No jogo de volta, o empate em 1 a 1 confirmou o 27º título baiano para o Vitória, frente a um Barradão lotado.
Passada a conquista do título estadual, o Vitória dedicou-se ao jogo de volta contra o Salgueiro pela Copa do Brasil, desta vez na Arena Fonte Nova, e já com os titulares. Porém, o que se viu foi a eliminação do rubro-negro baiano, após novo empate, desta vez por 1 a 1 (o primeiro jogo tinha sido 0 a 0), resultado que classificou o time pernambucano pelo critério do gol fora de casa.
Após dois anos longe da elite do futebol brasileiro, o Vitória estreou no Brasileirão no dia 25 de maio, com um empate de 2 a 2 contra o Internacional na Arena Fonte Nova. O Vitória iniciou na frente, mas cedeu ao empate. Até a pausa do campeonato por conta da realização da Copa das Confederações, o Vitória tinha somado 10 pontos, ficando na vice-liderança (atrás do Coritiba), com três vitórias, um empate e apenas uma derrota. Na volta do Brasileiro, ocorreu o retorno do tão esperado clássico Ba-Vi após 10 anos, em 21 de julho. Com um jogo equilibrado dentro de campo, uma Fonte Nova cheia (quase 40.000 pagantes), o jogo acabou empatado em 0 a 0, decretando a volta do equilíbrio entre os dois times o que antes era soberania total do Leão após as goleadas aplicados no rival no Campeonato Baiano. Passada as rodadas, o clube oscilava muito, chegando a ficar inúmeras partidas sem vencer. Ao final do primeiro turno o time era apenas o 12º colocado. Diante disso, após perder as três últimas partidas que disputou (para Cruzeiro e Santos no Brasileiro e Coritiba na Sul-Americana, em que causou a eliminação do Vitória da competição) o técnico Caio Júnior foi demitido na 17ª rodada do Campeonato Brasileiro, na mais nova derrota do rubro-negro baiano, dessa vez diante do Criciúma por 1 a 0  dentro do próprio Barradão (que estava invicto até então no estádio), no dia 1 de setembro. Logo depois do jogo, o técnico se reuniu com o presidente do clube, Alexi Portela, foi nos vestiários se despedir dos jogadores e, logo em seguida, concedeu uma entrevista falando sobre o período que passou no clube.
Com a demissão de Caio Júnior, a diretoria logo pensou em nomes para substituí-lo. Entre os nomes cogitados estavam o de Abel Braga, Péricles Chamusca e, com mais força, de Ney Franco, que tinha sido demitido do São Paulo havia dois meses. No dia seguinte à demissão, a direção rubro-negra confirmou o que já era esperado; Ney Franco fechou com o clube até dezembro de 2014. Sua estreia como técnico do Vitória foi na 18ª rodada, em 4 de setembro, contra o Flamengo, jogando no Maracanã, o time acabou perdendo a sua quarta partida consecutiva, por 2 a 1. Na rodada seguinte, o time pegou o Atlético Mineiro no Barradão, amargando um empate de 1 a 1, depois do time estar ganhando até os minutos finais do jogo.
No segundo turno, o Vitória começou com um novo empate diante do Internacional por 2 a 2, em Novo Hamburgo, resultado considerado bom para os rubro-negros, pois enfrentam seu maior problema atualmente: partidas disputadas fora de casa. Nas duas rodadas seguintes, o Leão arrancou duas viradas contra o Náutico no Barradão e o Vasco da Gama no São Januário, e em seguida, empatando com o Grêmio e ganhando do Atlético Paranaense novamente fora de casa (desde a chegada de Ney Franco, a segunda consecutiva) e Goiás, na Arena Fonte Nova, aumentando uma série invicta de 7 jogos. Na 26ª rodada, em 5 de outubro, o Vitória viu sua invencibilidade cair por baixo diante de uma derrota para o São Paulo, em um jogo cheio de polêmicas., No segundo e último Ba-Vi do ano, disputado em 9 de outubro, na Arena Fonte Nova, o Bahia, após sucessivas partidas sem vencer o rival, acabou ganhando a partida por 2 a 0. Também nessa partida, o Bahia quebrou um tabu que durava quase dez anos: desde 2004, o Tricolor não vencia o rival na Fonte Nova, além de que desde 2011 não conseguia vencer o Vitória. Depois da derrota para o rival, o Leão superou o trauma pós-clássico e ganhou do Coritiba por 2 a 1, no Barradão. Em seguida, o Vitória enfrentou o Botafogo, adversário direto na briga pela Libertadores. Em um jogo polêmico, o Leão ganhou por 1 a 0, ficando a seis pontos do "G-4". Na 31ª rodada, em 27 de outubro, o Vitória enfrentou o Fluminense no Maracanã. Este jogo ficou marcado na história do rubro-negro, devido ter ganhado o jogo por 3 a 2, com um a menos desde os 14 minutos do 1º tempo, quebrando um tabu de 34 anos sem vencer o Flu no Maracanã e ficando a cinco pontos do Atlético Paranaense, primeiro time do "G-4". Duas rodadas depois, o time jogaria contra o Cruzeiro, que se sagrou campeão brasileiro no intervalo, no Barradão. O Vitória jogou bem, mas perdeu muitos gols e acabou sendo derrotado por 3 a 1. O Leão viu a briga pela Libertadores ficar mais difícil após o empate de 1 a 1 contra o Criciúma, em que Dinei marcou o gol 1000 do time em campeonatos brasileiros. Assim, o Vitória teria de começar a depender de resultados, principalmente do título do Atlético do Paraná em cima do Flamengo pela Copa do Brasil, que poderia abrir um "G-5". O Vitória depositava suas esperanças na última rodada contra o Atlético Mineiro no Independência. O time não tomou conhecimento da força do time mineiro e abriu 2 a 0 em seis minutos. Mas no decorrer do jogo, o Leão cedeu o empate com dois gols de Ronaldinho Gaúcho e ficou sem a classificação para a Libertadores – que culminou na vitória do Botafogo sobre o Criciúma no Maracanã por 3 a 0 e conquistando a última vaga na competição – ficando em quinto lugar no certame, mas na frente de times como São Paulo, Corinthians, Internacional, Santos e do próprio Atlético Mineiro. Com a quinta colocação alcançada, o Vitória termina 2013 com a melhor campanha de um clube nordestino na era de pontos corridos no Brasileirão, iniciada em 2003. Outros marcos alcançados nessa campanha foram: o clube nordestino que mais venceu em uma edição de Brasileirão desde 2003. Foram 16 vitórias, em 38 jogos disputados, com aproveitamento de 51,8%. O Vitória foi o segundo melhor time do returno do Brasileiro, ficando apenas atrás do campeão Cruzeiro, com uma vitória de vantagem. Além disso, o Leão teve seu representante na artilharia da competição nacional: Dinei foi o vice-artilheiro, ao lado de Hernane, do Flamengo, com dezesseis gols.

#### Frustração e novo rebaixamento
Depois de fazer uma boa temporada em 2013, o Vitória iniciava a temporada 2014 com moral. O primeiro jogo foi pela Copa do Nordeste, contra o América de Natal. O Leão não jogou bem e foi goleado por 3 a 0 em pleno Barradão. Apesar da derrota, o Vitória se classificou em segundo lugar no seu grupo e avançou às quartas de final. Na fase seguinte, o rubro-negro reencontrou o Ceará, aquele que eliminou o Leão da última Copa do Nordeste de forma humilhante (o Vitória tinha a vantagem de 2 a 0, mas perdeu o jogo da volta no Barradão por 4 a 1). Nesse ano, o vexame se repetiu: o Leão empatou no jogo de ida por 1 a 1 e foi goleado por 5 a 1 na volta, culminando sua eliminação.
No Campeonato Baiano, o Vitória procurava o bicampeonato. Terminou na primeira colocação de seu grupo e se classificou para as semifinais, porém avançou sem ganhar um Ba-Vi (empate em 1 a 1 e derrota por 2 a 0). Na semifinal, pegou o Vitória da Conquista e não teve conhecimento do rival, vencendo o primeiro jogo por 2 a 1 e aplicando uma goleada por 6 a 0. Na final, o Vitória iria decidir o título estadual contra o Bahia. O Leão tinha a vantagem de dois resultados iguais, mas viu essa vantagem ir embora ao perder o primeiro Ba-Vi por 2 a 0. No jogo de volta, o rubro-negro tinha que vencer por dois gols de diferença para ser campeão. Porém, o rubo-negro empatou por 2 a 2 e perdeu o título num Pituaçu lotado.
Na Copa do Brasil, o Vitória foi eliminado precocemente da competição ao empatar com o J.Malucelli nos dois jogos e perder nos pênaltis na própria casa. No Campeonato Brasileiro, após uma campanha sem brilho, que nem de longe lembrou o que aconteceu em 2013, o time acabou sendo rebaixado para a Série B de 2015, sacramentado na última rodada do Brasileiro, diante do Santos em casa, perdendo por 1 a 0, gol de Thiago Ribeiro aos 49 min do segundo tempo. O Vitória só dependia dele, bastasse ganhar o jogo e depender de empate ou derrota do Palmeiras contra o Atlético Paranaense, que se concretizou (o verdão empatou com o Atlético). O rubro-negro baiano permaneceu apenas dois anos na elite no futebol brasileiro, depois de ter subido em 2012.
Pouco menos de um ano depois, após vencer a Luverdense, na Fonte Nova lotada com 41 mil pessoas, por 3 a 0, o Vitória garantiu a volta à primeira divisão no ano seguinte.

#### Contrato para jogos na Fonte Nova
Em 9 de setembro de 2019, o rubro-negro baiano acertou um contrato com a concessionária que administra a Arena Fonte Nova, estabelecendo o mando de campo nesse estádio em um período de três anos (até dezembro de 2021). A mudança de estádio se deve à situação financeira ruim do clube. O objetivo é aumentar o número de sócios, haja vista a localização mais acessível da Fonte Nova, no centro da Capital baiana, bem como maior capacidade de público em relação ao Barradão. O primeiro jogo como mandante na Fonte Nova aconteceu em 14 de setembro de 2019 contra o Guarani.
No entanto, em 1º de outubro de 2019, após duas partidas, o clube anunciou que em "jogos de menor apelo" o mando de campo seria no Barradão. O motivo dessa mudança foi em razão do prejuízo na arrecadação do jogo contra o Atlético-GO. Em dezembro do mesmo ano, o clube desistiu de mandar novas partidas na Fonte Nova e negociou um distrato com a concessionária responsável pelo estádio.

#### O primeiro título nacional
Após o rebaixamento no Campeonato Brasileiro de 2018, o Vitória participou da Série B por três anos seguidos, até que em 2021, o clube foi rebaixado para a terceira divisão do Campeonato Brasileiro e alcançou uma das piores épocas de sua história. Mesmo cheio de desconfianças e não fazendo uma campanha tão boa quanto o esperado, o Vitória conseguiu subir de divisão ficando na quarta posição geral. Na Série B do Campeonato Brasileiro de 2023, o rubro-negro chegava sob desconfianças novamente já que havia sido precocemente eliminado do Campeonato Baiano e da Copa do Nordeste no primeiro semestre, porém, com os investimentos do presidente Fábio Mota na contratação de jogadores e a pausa de jogos para o técnico Léo Condé trabalhar, o Vitória surpreendeu logo no início do campeonato vencendo cinco jogos seguidos sem levar um único gol.
Mesmo com esse ótimo começo, acreditava-se que com o passar do tempo, o clube iria decair, mas, ao manter a primeira colocação, vencer o primeiro turno e fazer um regular segundo turno, o Vitória acabou conquistando seu primeiro título nacional sem nem mesmo entrar em campo após o empate no jogo entre Guarani e Criciúma pela 36° rodada (na rodada anterior já havia garantido o acesso à elite do futebol brasileiro depois de longos cinco anos nas divisões inferiores). O jogo seguinte, contra o Sport num Barradão lotado – líder na média de público da competição com 22.842 torcedores –, foi a coroação da entrega da taça em uma temporada memorável.

## Símbolos

### Hino
O hino antigo do Vitória foi criado por Albino Castro e Vivaldo Jesuino de Souza e foi nomeado de "Mostra o teu valor". O clube também possui um segundo hino, este composto por Walter Queiroz, sendo o hino oficial do clube, conhecido como "Leão da Barra". O hino antigo foi substituído pelo atual em 1985, na gestão do então presidente, Raimundo Rocha Pires, quando o Vitória foi campeão baiano (nesse mesmo ano). Especula-se que esse hino foi lançado com o objetivo de conseguir recursos para a construção do parque poliesportivo do Vitória, já que, com o novo hino, foi gravado um vinil compacto para ser vendido. O Vitória lançou vários discos com os seus hinos (tanto o antigo, quanto o atual, em épocas diferentes) e outras músicas feitas em homenagem ao time. O primeiro foi gravado na década de 70, o segundo em 1983 e em 1985, com o título de "Esse hino vai levantar o estádio" foi lançado o vinil com o hino oficial, e em 2000, foi lançado um CD em comemoração aos 100 anos do clube só com artistas que torcem pelo clube, como Ivete Sangalo (que no CD interpreta o hino oficial), Daniela Mercury (que posteriormente cantaria uma versão do hino no álbum "Os Hinos dos Grandes Clubes Brasileiros cantados por Feras do Rock e da MPB" de 2004 ), Gilmelândia e Tatau. O hino oficial já foi também homenageado pelo ator Chico Anysio, em um vídeo gravado. É frequentemente confundido com o hino antigo do clube (considerado não-oficial), apesar deste, atualmente, já ser considerado também um segundo hino alternativo.
O primeiro hino (não-oficial)
- Letra: Albino Castro e Vivaldo Souza
- Ano: desconhecido

| “ | Vitória, Vitória Mostra o teu valor No campo da luta Tu é os melhor No teu pavilhão Tens feitos de Glória Vitória, Vitória Tu tens grande história Somos torcedores de grande valor somos rubro-negro não temos temor estamos contigo em qualquer lugar Pois temos conquistas na terra e no mar | Procura mostrar Todo teu poder Somos invencíveis Não vamos temer O teu pavilhão Nós vamos erguer Seremos Vitória até morrer | ” |

O segundo hino (oficial)
- Letra: Walter Queiroz
- Ano: 1985

| “ | Eu sou Leão da Barra, tradição Eu sou vermelho e preto. Eu sou paixão Pelos campos do Brasil Nosso grito já se ouviu... ô..ô..ô...Ô..ô..ô.. Ô Vitória! Eu sou um nome na História Eu sou Vitória com emoção. Eu sou um grito de glória Eu sou Vitória de coração. ô..ô..ô...Ô..ô..ô.. Ô Vitória! | ” |

### Cores
Suas cores são o vermelho e preto, motivo este que é chamado de Rubro-Negro. Inicialmente, as cores do Vitória seriam verde e amarelo, mas devido a dificuldade de encontrar materiais nessa cor, optou-se por adotar o branco e preto que foi usada na estreia do clube no futebol diante do International Sport Club. Posteriormente, passou a adotar o vermelho e preto, as cores atuais.

### Escudo
O escudo atual do clube é de fácil identificação contendo as iniciais do clube e a estrela do seu primeiro título nacional. Por algum tempo foi adotado seu ano de fundação abaixo do brasão mas que foi retirado posteriormente. Assemelha-se muito com o do Fluminense. O símbolo náutico, o antigo escudo do clube, foi criado em 1903 e fazia alusão aos esportes que o Vitória praticava até então. O destaque era o remo, o mais popular em Salvador e que organizava competições que literalmente paravam a cidade. As primeiras gerações de rubro-negros aprenderam a amar este símbolo que até hoje emociona a torcida.
O segundo escudo do clube foi nos moldes do atual, porém com diferenças, como o formato um pouco menos trabalhado e as iniciais "SCV", de Sport Club Victória. Esse escudo foi trocado em 1946 pelo atual, que ainda chegou a sofrer pequenas modificações, como o retiramento da linha branca no centro do escudo e a adição do ano de fundação sob o brasão do clube.

### Mascote

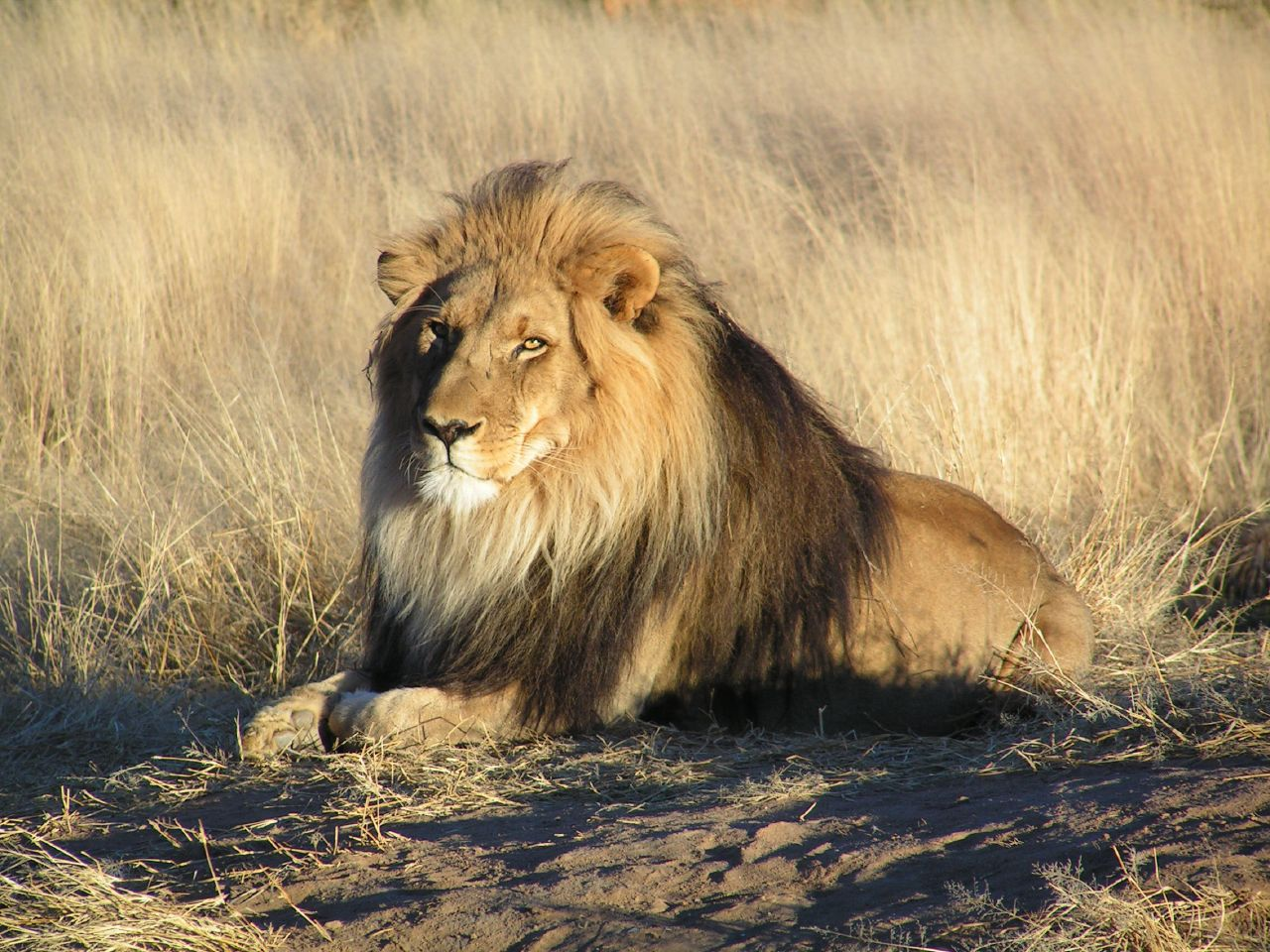
O leão é o mascote oficial do Vitória.

O mascote do clube foi escolhido em 1902. O leão, símbolo da nobreza, saiu das casas dos fundadores, onde ornamentava as entradas, para representar o clube como símbolo. Até hoje carrega muito do que o clube é. O leão imperial, com traços de força e realeza, foi uma criação do publicitário baiano Nizan Guanaes.
O mascote-símbolo do clube foi apelidado de Lelê Leão e logo virou boneco visando atrair jovens torcedores para o Vitória. O desenho do boneco foi criado pelo cartunista Ziraldo, autor de muitas obras famosas como O Menino Maluquinho.

## Estrutura e patrimônio

### Estádio Manoel Barradas

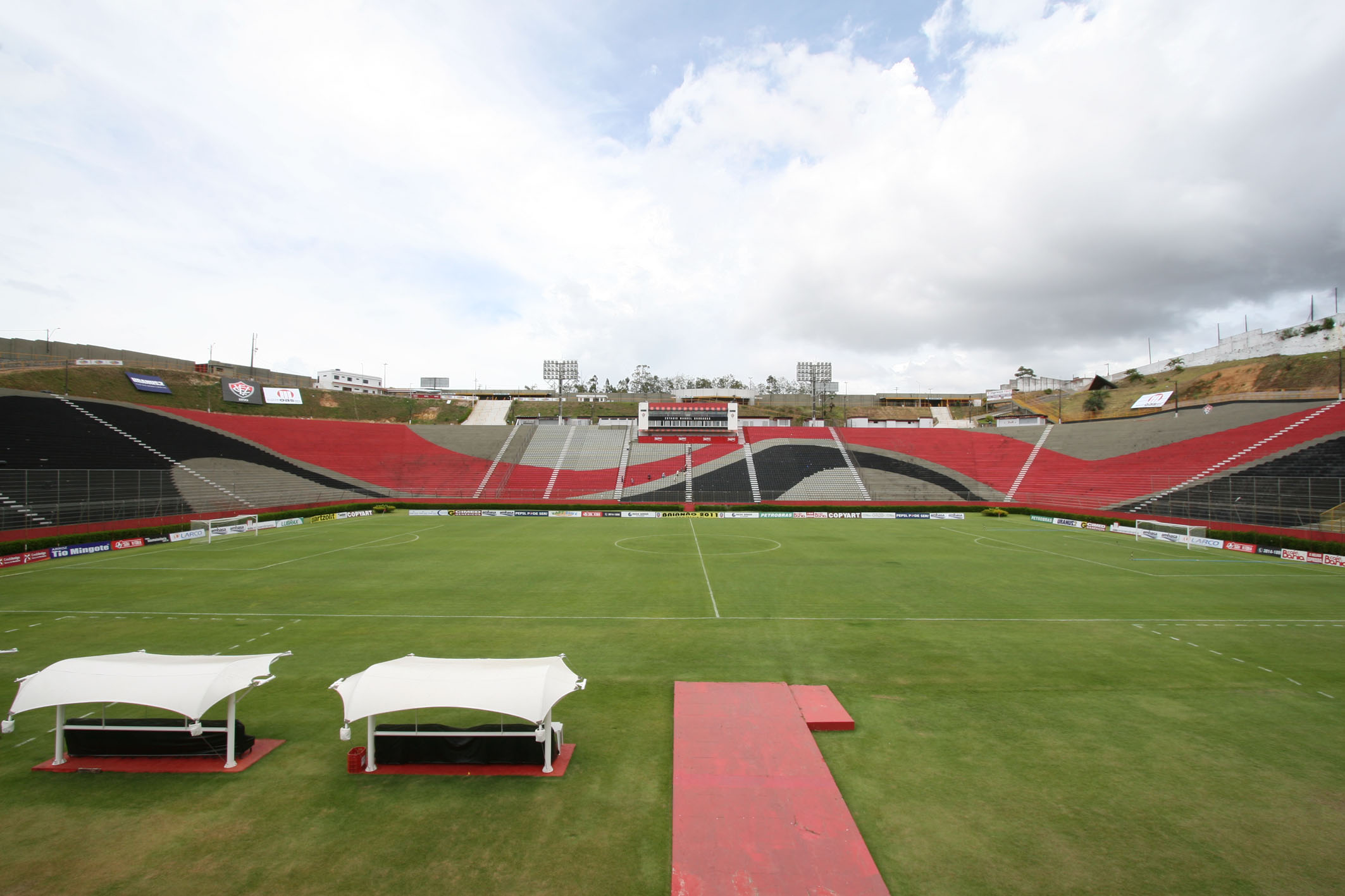
O Barradão em 2011

A construção do Estádio Manoel Barradas, o "Barradão", como é agora popularmente chamado, foi uma reviravolta na história do futebol baiano e, principalmente, do Esporte Clube Vitória. A hegemonia no estado, que era do rival Bahia, passou para o lado rubro-negro, com as conquistas do Tetracampeonato nordestino (1997, 1999, 2003 e 2010) e do Bi-tetra baiano (em 2002, 2003, 2004 e 2005 e novamente em 2007, 2008, 2009 e 2010).
| “ | Se existe a denominação antes e depois de Cristo, existe, para o Vitória, antes e depois do Barradão. | ” |

O estádio foi inaugurado em 11 de novembro de 1986, durante a gestão do presidente José Rocha, sendo posteriormente ampliado na gestão do presidente Paulo Carneiro. Foi nessa segunda etapa que o Barradão ganhou sua iluminação, placar eletrônico e novo traçado das vias externas. O nome do estádio é uma homenagem ao ex-presidente do clube, o Sr. Manoel Barradas, que comandou pessoalmente as obras de construção.
Atualmente possui capacidade para 30.793 torcedores sentados, gramado com dimensões de 105 x 70 m, iluminação artificial de 750 lux horizontal, placar eletrônico, e um estacionamento com cerca de 2.500 vagas, tudo dentro dos padrões exigidos pela FIFA para sediar jogos internacionais. No lado externo, possui um total de três bilheterias que somam 23 guichês, além de dez portões de entrada, seis de saída e mais 50 catracas eletrônicas para ingresso no estádio. Há também uma loja e um memorial oficial do clube.

### Centro de Treinamento
Até a década de 1970, os elencos que o Vitória tinha não tinham lugar fixo para treinos, tendo a diretoria do clube que, habitualmente, pedir gentilmente locais emprestados para que seus jogadores pudessem treinar. Isso mudou quando, no mandato do então presidente Raimundo Rocha Pires, o clube comprou um terreno na chamada "Estrada Velha do Aeroporto" de Salvador, precisamente em 1972. Pouco tempo depois, foi cedido pela prefeitura da cidade um outro pedaço de terreno, no qual se construiria o Estádio do Barradão, anexo ao adquirido pelo clube. Com o crescimento do Centro de Treinamento do Vitória (a Toca do Leao), em Canabrava, região carente da cidade, obteve notável desenvolvimento.
| “ | Conjuntos populares fazem a nova paisagem de Canabrava. Escolas foram edificadas, postos de gasolina abertos, supermercados inaugurados, com a geração de dezenas de empregos. A comunidade vive mais tranquila e feliz, mas ainda há necessidade de muito trabalho. | ” |

Complexo Esportivo Benedito Dourado da Luz
Centro de Treinamento Manoel Pontes Tanajura, Estádio Manoel Barradas. Três campos oficiais para treinamento, todos nas dimensões de 105 x 70 m, prédio administrativo do futebol profissional, departamento médico e sala de musculação.
Concentração do Futebol Profissional Vidigal Guimarães
O espaço destinado aos atletas profissionais de futebol do Vitória foi inaugurado em 2001 e reformulado em 2013 possuindo uma área de aproximadamente 9.000m² e é equipado com:
- Piscina térmica, com adaptação para regenerativo e reabilitação
- Dez apartamentos triplos com suíte
- Dois apartamentos duplos com suíte
- Dois apartamentos duplos para comissão técnica com suíte
- Casa da Administração
- Casa com refeitório
- Salão de jogos
- Sala de vídeo, TV e som com climatização
- Sala de leitura e biblioteca com climatização
- Salão para preleção
- Sala de administração
- Business Center com ambiente de computação e internet
- Restaurante com climatização e dois ambientes
- Capela interna
- Enfermaria para dois ocupantes
- Lavanderia
- Almoxarifado
- Rouparia
- Farmácia
- Copa cozinha

Concentração de Futebol Amador Raimundo Rocha Pires
Espaço destinado ao jogadores da divisão de base do clube. Foi totalmente reformulado. O nome dá-se ao ex-presidente do Vitória, Raimundo Rocha Pires. Atualmente moram cerca de 100 atletas na concentração.
Sede Náutica Edgar Texeira
Localizada no bairro da Ribeira, na Avenida Men de Sá, 14, com 536m², conta com uma oficina de barcos e concentração dos atletas. É destino aos esportes náuticos do Vitória.

### A marca Vitória
De acordo com a empresa de consultoria BDO RCS Auditores Independentes, no ano de 2012 a marca do clube tornou-se a décima sexta de maior valor no Brasil, ultrapassando os 42 milhões de reais. Em 2013 alcançou 44 milhões na décima oitava posição, no ano seguinte, novamente na 16ª posição, com setenta milhões, e na mais recente pesquisa em 2015, o clube aparece 17ª posição. Já em outra pesquisa, realizada em março de 2013 pela Pluri Consultoria, o Vitória é elencado como o clube mais valioso do Norte/Nordeste, com valor de mercado superior a 60 milhões de reais. Em termos de planejamento financeiro, é de se destacar também que o Vitória é o clube que acumula a 2ª menor dívida dentre os vinte principais do futebol nacional, cerca de 15 milhões de reais, em 2013. Apenas o Atlético Paranaense possui um endividamento menor. E também o 3º clube que menos desembolsa com despesas financeiras e como sendo uma das quatro melhores gestões financeiras do futebol brasileiro no período de 2007 a 2012, e o segundo clube de gestão mais eficiente entre os anos de 2008 e 2013. Além disso, foi o clube das Américas que teve uma maior valorização do elenco em 2013, segundo levantamento divulgado pela Pluri Consultoria, em janeiro de 2014. Em março de 2015, o Vitória é elencado pelas consultorias Maksen Consulting e a Trevisan Escola de Negócios como o terceiro clube no ranking geral na pesquisa IDE 2014 - Clubes de Futebol, que avaliou os principais clubes brasileiros em relação a infraestrutura, recursos humanos, governança, organização, captação, desenvolvimento, marca, resultado financeiro, social e esportivo. O rubro-negro ainda foi considerado o primeiro do país no subíndice de gestão.

## Torcida

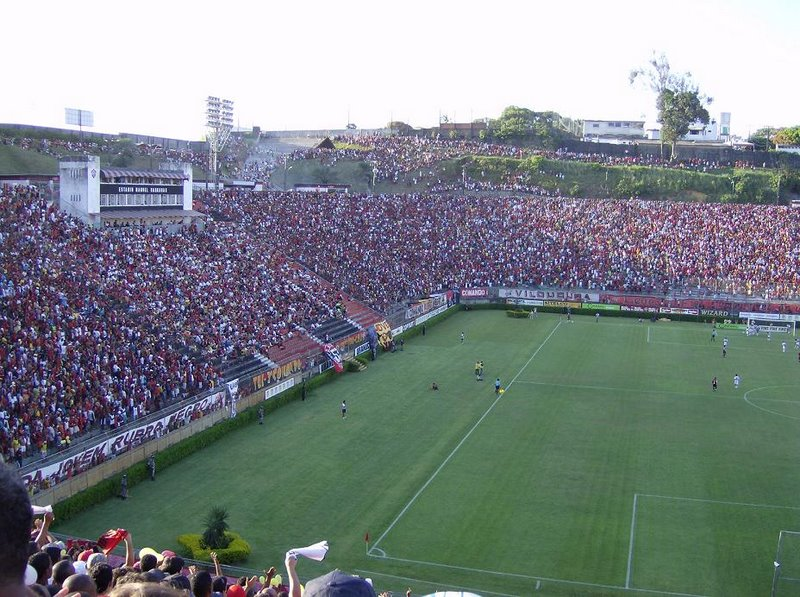
A torcida rubro-negra lotando o Barradão, casa do clube desde 1986.

A torcida do Vitória representa hoje uma das 15 maiores do futebol brasileiro, com mais de 1% na maioria das pesquisas, o que representa cerca de dois milhões e quinhentos mil torcedores no país. É também a que mais cresce na Região Nordeste, especialmente entre os mais jovens e, segundo levantamento mais recente das maiores torcidas do Brasil, realizado pelo instituto Datafolha em dezembro de 2012, possui a segunda maior torcida da Bahia, segunda maior do Nordeste, a 14ª maior torcida do Brasil e a oitava maior torcida jovem do país.
Tal crescimento é nítido nas arquibancadas. Entre os anos de 1995 e 2005, a média de público no Estádio do Barradão rodeava os 220 mil torcedores/ano. De 2006 até 2011, essa média mais do que dobrou, atingindo 500 mil torcedores ao ano. No mês de outubro de 2012, a torcida rubro-negra já havia superado os 400 mil pagantes somente neste ano. Também em 2012, o clube obteve a melhor média de público dentre os 20 participantes da Série B, com cerca de 16.192 pagantes por jogo, número que o fez alcançar também o posto de nona melhor média dentre todos os clubes brasileiros no ano.

### Crescimento
Na última década, sua torcida consolidou-se como uma das 15 maiores do futebol brasileiro, com mais de 1% na maioria das pesquisas, o que representa cerca de dois milhões e quinhentos mil torcedores em todo o país. Segundo pesquisa da empresa de consultoria Pluri, divulgada em março de 2012, o Vitória ocupou a 15ª colocação. Em outro levantamento, divulgado em dezembro do mesmo ano pelo Datafolha, o rubro-negro ocupou a 14ª posição dentre as maiores torcidas do país, com 1,11% do total de torcedores. E em um mais recente, realizado em junho de 2014 pelo instituto Datafolha, o rubro-negro ocupa agora a 13ª posição, com 1% do total de torcedores no país. A torcida do Vitória é também a que mais cresce no Nordeste do Brasil, tendo a segunda maior torcida da Bahia, segunda maior do Nordeste, a 15ª maior torcida do Brasil e a oitava maior torcida jovem do país. É exatamente entre o mais jovens que nota-se um acentuado crescimento da torcida do "Leão", fato que pode ser explicado com a recente consolidação do clube em âmbito estadual e regional, em especial nas duas últimas décadas.
Numa escala de crescimento da torcida do Vitória, destaca-se uma curva crescente entre o final da década de 1980 e meados da década de 2000, devido aos vários fatores que destacaram o clube no cenário baiano e nordestino neste período. Dentre eles, podemos citar a construção do Estádio Manoel Barradas, o Barradão, o vice-campeonato brasileiro em 1993 e a hegemonia de títulos estaduais – foram 16 em pouco mais de 20 anos, entre as edições de 1989 e 2010. Num âmbito regional, podem ser citados também os quatro títulos nordestinos em nove edições disputadas neste período: em 1997, 1999, 2003 e 2010.
Devido a tudo isto, é mais destacável o crescimento da torcida rubro-negra dentre os mais jovens.

#### Décadas de 1980 e 1990
Para se ter uma ideia, na primeira pesquisa sobre torcidas de futebol que se tem conhecimento, em meados de 1983, o Vitória, que vivia uma das piores fases de toda sua história, sequer apareceu nos registros, e da mesma forma foi nas pesquisas seguintes. Já em 1993, como citado acima, ano em que o "Leão da Barra" foi finalista do Campeonato Brasileiro, começava a se notar um leve crescimento no número de torcedores do clube. A partir daí, a torcida rubro-negra começava então a atingir sua maior curva crescente e, no ano de 1998, aparecia pela primeira vez em uma pesquisa realizada pelo IBOPE em parceria com o Lance!, e segundo ela, de cada treze torcedores do arquirrival Bahia, já existiam oito do Vitória, o que significava que a torcida do Bahia era 63% superior à do rubro-negro.

#### Década de 2000 e atualidade
Em 2002, uma nova pesquisa, agora realizada pelo Datafolha em parceria com a Revista Placar praticamente confirma os dados obtidos pelo Ibope, registrando oito torcedores do Bahia para cada cinco do Vitória (cerca de 60% maior). Alguns anos mais tarde, em uma outra pesquisa realizada pelo IBOPE em parceria com o Lance!, em meados de 2010, a evolução da torcida rubro-negra passava a tomar contornos interessantes. Segundo os dados obtidos, para cada quatro torcedores tricolores, agora existiam três rubro-negros, mostrando que a torcida do Bahia era 33% maior que a do Vitória.
Em 20 março de 2012, agora segundo levantamento da empresa de consultoria Pluri, o Vitória ocupa a 15ª colocação dentre todas as torcidas do Brasil, com cerca de dois milhões de torcedores, o que representa 1% no total da pesquisa. O crescimento é ainda maior no duelo Ba-Vi, visto que agora, para cada seis tricolores, existem cinco rubro-negros, fazendo a superioridade, que no início das contagens era de cerca de 60%, ser reduzida para 20%. Considerando-se apenas os dois rivais, o Bahia possui 54,5% da torcida, contra 45,5% do Vitória.
Em outro levantamento, divulgado em 15 de dezembro de 2012 pelo Datafolha, o rubro-negro ocupa a 14ª posição dentre as maiores torcidas do país, com 1,11% do total de torcedores. Numa junção de todos estes levantamentos mais recentes, entre 2010 e 2012, o Vitória possui entre dois milhões e trezentos e dois milhões e oitocentos mil torcedores em todo o Brasil. No entanto, esse percentual diminuiu com uma pesquisa divulgada, pela Pluri Consultoria, em 26 março de 2013, na qual a torcida rubro-negra aparece na 15ª posição, com 0,8% do total de torcedores - 2,6% da região Nordeste -, diferença esta, dentro da margem de erro da pesquisa. Em nova pesquisa realizada em junho de 2014 e divulgada em agosto pelo Datafolha coloca o rubro-negro na 13ª posição entre as maiores torcidas do país, com acréscimo de 1% do total do país. No mesmo mês, a Lance! em parceria com a Ibope divulgou nova pesquisa, que coloca o rubro-negro, junto com o arquirrival Bahia, como as maiores torcidas do Norte-Nordeste do Brasil. O Vitória ocupa a 14ª posição, ou 1,3% do total, com mais de 2,6 milhões de torcedores.

### Associados
O Vitória mantém um plano de sócio-torcedor, chamado de "Sou Mais Vitória" (SMV), na qual vem se consolidando como um importante apoio para a gestão do clube. O plano consiste-se em 3 categorias: "Plano Bronze", "Plano Prata" e "Plano Ouro". Os torcedores que optam por essas categorias têm diferentes preferências na compra de ingressos. Além disso, os torcedores têm descontos na compra de produtos oficiais na loja do clube e também há a possibilidade de participarem de promoções. Recentemente, o clube divulgou que iria renovar seu plano de sócio-torcedor, trazendo mais vantagens e benefícios, visando a atrair mais torcedores. Estes seriam, novas formas de pagamento, adesão e renovação pela internet do plano, comunicação direta com o clube e com empresas parceiras, loja exclusiva do sócio, entre outros. O Vitória fechou parceria com a empresa especializada MICROTAG para a administração do plano.
O Vitória está, hoje, entre os vinte clubes com o maior programa sócio-torcedor do Brasil, com mais de 30 mil sócios.

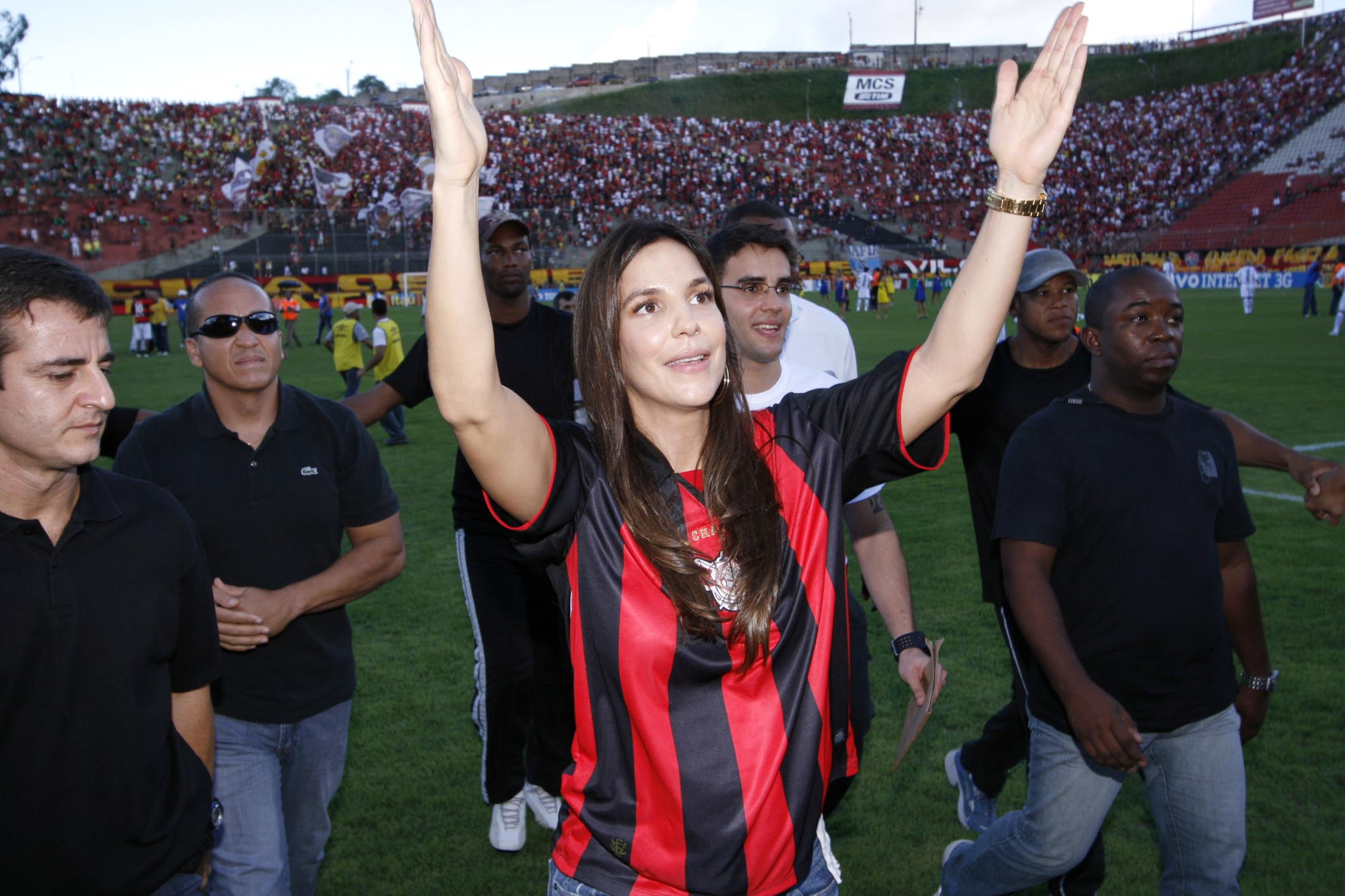
A cantora Ivete Sangalo é talvez a torcedora mais ilustre do clube, e costuma frequentar o Barradão.

### "Vitória na TV"
O "Vitória na TV" é um programa que mostra as principais informações do Vitória, bem como quadros especiais e imagens do clube ao torcedor. É transmitido para toda a Bahia e, a partir de fevereiro de 2013, será transmitido para todo o Brasil, em parceria com a Globosat. O Vitória foi um dos pioneiros a ter esse tipo de conteúdo exclusivo na televisão.

### Torcedores ilustres
Entre os torcedores mais famosos do clube, estão os cantores Ivete Sangalo, Daniela Mercury, Pitty, Durval Lélys, Alinne Rosa, Compadre Washington, Pepeu Gomes, Emanuelle Araújo, Gilmelândia, Tatau, Xanddy, Léo Santana, Alexandre Peixe, Carla Perez e Carla Cristina; os atores Wagner Moura e Lázaro Ramos; a modelo Adriana Lima; o pugilista Acelino "Popó" Freitas; o escritor João Ubaldo Ribeiro; o cineasta José Araripe Júnior; o guerrilheiro e militante político Carlos Marighella (falecido em 1969); os políticos Orlando Silva (ex-Ministro do Esporte), Antônio Imbassahy (deputado federal), João Henrique Carneiro (ex-prefeito de Salvador), seu pai João Durval Carneiro (ex-governador da Bahia) e Antônio Carlos Magalhães (também ex-governador, falecido em 2007), além de Fernando Baía, músico da banda Tihuana, que frequentemente vai ao seus shows com camisas do Vitória, além de ter o escudo do clube tatuado em seu braço.

## Futebolistas

### Elenco atual
Última atualização: 18 de julho de 2025.

### Jogadores destacados
O Vitória é conhecido por ser formador de jogadores históricos no futebol brasileiro. Essa é a lista dos maiores jogadores da história do rubro negro baiano.
 Jogadores que no estado da Bahia, só jogaram no Vitória.

Em negrito, jogadores já falecidos.

 Maiores artilheiros da história do Esporte Clube Vitória 

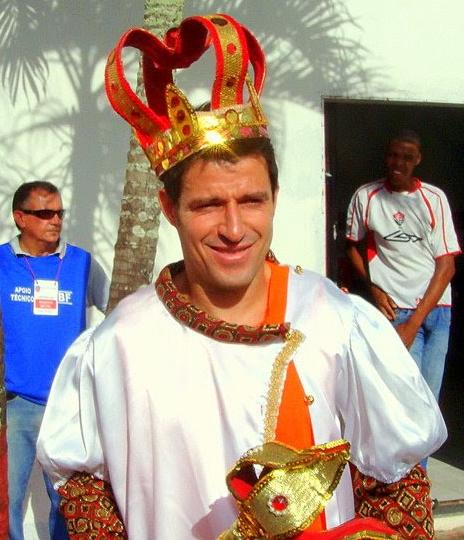
Ramon Menezes é o sexto maior artilheiro do clube e é considerado por muitos como o maior ídolo rubro negro.

A seguir, os vinte jogadores que mais marcaram usando a camisa rubro-negra.
| Maiores artilheiros do Vitória | Maiores artilheiros do Vitória |
| Jogador                        | Número de Gols                 |
| ------------------------------ | ------------------------------ |
| 1- Juvenal                     | 150                            |
| 2- Siri                        | 132                            |
| 3- Osni                        | 112                            |
| 4- André Catimba               | 90                             |
| 5- Didico                      | 89                             |
| 6- Ramon Menezes               | 89                             |
| 7- Neto Baiano                 | 87                             |
| 8- Sena                        | 86                             |
| 9- Samuel Mattos               | 77                             |
| 10- Tombinho                   | 76                             |
| 11- Allan Dellon               | 76                             |
| 12- Agnaldo                    | 71                             |
| 13- Mozart                     | 69                             |
| 14- Índio                      | 69                             |
| 15- Ricky                      | 65                             |
| 16- Carmine                    | 61                             |
| 17- Alencar                    | 61                             |
| 18- Petković                   | 59                             |
| 19- Leandro Domingues          | 59                             |
| 20- Marquinhos                 | 58                             |

### Técnicos com mais partidas pelo Esporte Clube Vitória
Técnicos que mais comandaram o leão em toda a história do clube.
| Técnicos com mais jogos pelo Vitória | Técnicos com mais jogos pelo Vitória |
| Técnico                              | Jogos                                |
| ------------------------------------ | ------------------------------------ |
| 1- Vagner Mancini                    | 216                                  |
| 2- Bengalinha                        | 165                                  |
| 3- Arturzinho                        | 129                                  |
| 4- João Francisco                    | 125                                  |
| 5- Aymoré Moreira                    | 120                                  |
| 6- Pinguela                          | 110                                  |
| 7- Carlos Volante                    | 107                                  |
| 8- Hélio dos Anjos                   | 105                                  |
| 9- Carlos Gainete                    | 90                                   |
| 10- Fito Neves                       | 83                                   |

### Treinadores

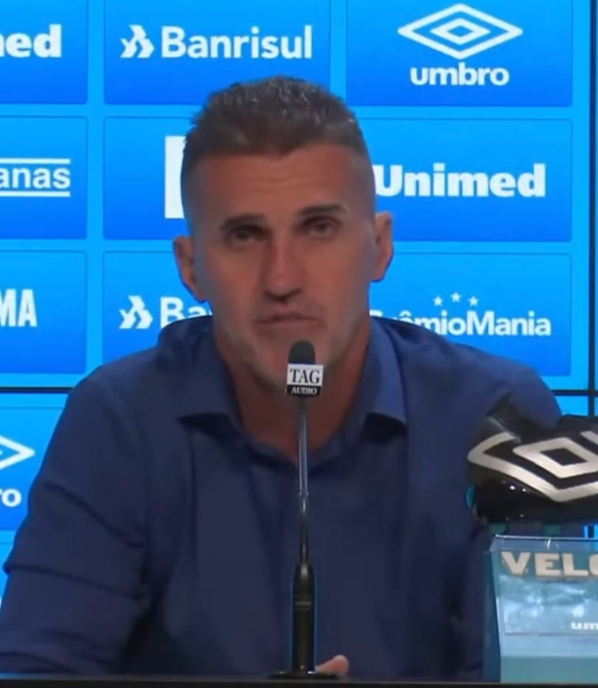
Vagner Mancini é o técnico com mais jogos pelo Vitória, no total foram 216 partidas comandadas pelo técnico.

Além de grandes jogadores, o clube também teve grandes técnicos ao longo de sua história. A seguir alguns técnicos que tiveram passagem destacada pelo rubro negro.
- Léo Condé (2023–24)
- Ney Franco (2013–14)
- Caio Júnior (2013)
- Antônio Lopes (2010–11)
- Ricardo Silva (2010)
- Paulo César Carpegiani (2009, 2012 e 2018)
- Vágner Mancini (2008–09, 2015–16 e 2017–18)
- Vadão (2007–08)
- Mauro Fernandes (2006–07 e 2009)
- Lori Sandri (2003)
- Joel Santana (2002–03)
- Valdir Espinosa (2001)
- Toninho Cerezo (1999 e 2012)
- Ricardo Gomes (1999–00)
- Evaristo de Macedo (1997 e 2004)
- Arturzinho (1997, 2000–01 e 2006)
- Péricles Chamusca (1994–95 e 2001)
- Geninho (1994–95, 1998, 2011, 2019–20 e 2022)
- Hélio dos Anjos (1991–1992, 1996, 1998 e 2004)
- André Catimba (1989–1990)
- Mário Sérgio (1988 e 2001)
- Fito Neves (1986, 1993–94 e 2006)
- Abel Braga (1986–87)
- Carlos Gainete (1985–86)
- Orlando Peçanha (1980)
- Aymoré Moreira (1978–79 e 1984)
- Carlos Castilho (1973–74)
- Djalma Santos (1972)
- Carlos Volante (1953 e 1955–56)

## Rivalidades

### Ba-Vi

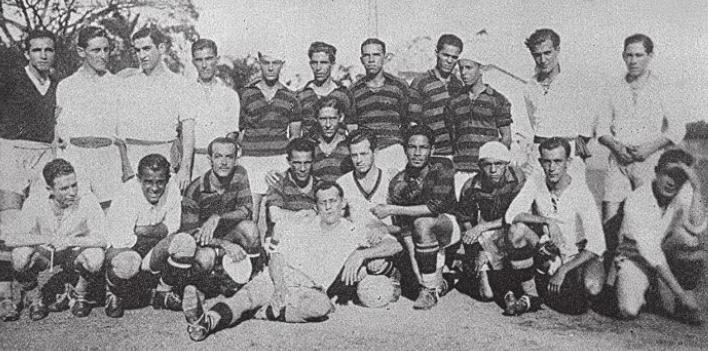
Elencos de Bahia e Vitória juntos no primeiro Ba-Vi da história em 1932

O rubro-negro mantém uma rivalidade de mais de 80 anos com o Esporte Clube Bahia, clube tricolor de Salvador. O clássico Ba-Vi, como é conhecido, é um dos mais populares do Brasil. A primeira partida entre esses dois times foi em 1932, quando o Vitória estava voltando a disputar o Campeonato Baiano de Futebol, se recuperando de uma crise, e teve o tricolor como vencedor: 3 a 0. De lá para cá, são 476 jogos com 178 triunfos do Bahia, 152 do Leão e 568 gols marcados.

### Ajuste de Contas
Um dos primeiros clássicos da capital baiana, o Vitória mantinha uma rivalidade com o São Salvador por muito tempo até surgir o Ba-Vi, que, atualmente, é o mais disputado, esse clássico era conhecido como Ajuste de Contas. Com a extinção da Liga Baiana (atual Campeonato Baiano), o São Salvador desistiu do futebol, tendo como atividade atualmente competições aquáticas.

## Títulos
| NACIONAIS | NACIONAIS                             | NACIONAIS | NACIONAIS |
|           | Competição                            | Títulos   | Temporadas |
| --------- | ------------------------------------- | --------- | --- |
|           | Campeonato Brasileiro - Série B       | 1         | 2023 |
| REGIONAIS |                                       |           | |
|           | Competição                            | Títulos   | Temporadas |
|           | Copa do Nordeste                      | 4         | 1997, 1999, 2003 e 2010 |
|           | Torneio José Américo de Almeida Filho | 1         | 1976* |
| ESTADUAIS |                                       |           | |
|           | Competição                            | Títulos   | Temporadas |
|           | Campeonato Baiano                     | 30        | 1908, 1909, 1953, 1955, 1957, 1964, 1965, 1972, 1980, 1985, 1989, 1990, 1992, 1995, 1996, 1997, 1999**, 2000, 2002, 2003, 2004, 2005, 2007, 2008, 2009, 2010, 2013, 2016, 2017 e 2024 |
| TOTAL     |                                       |           | |
|           | Conquistas                            | Títulos   | Categorias |
|           | Títulos Principais                    | 36        | 1 Nacional, 5 Regionais e 30 Estaduais |

Notas
Nota: - Por não serem títulos oficiais, o Torneio Início mesmo tendo sido realizado pela Federação Bahiana de Futebol (FBF), as partidas não eram nos padrões oficiais de uma partida estabelecidas pela International Football Association Board (IFAB) no documento Laws of the Game [229] e os chamados "zonais", fases regionais e inter-regionais da Taça Brasil (Brasileirão), não foram listados.
* O Vitória reivindica o reconhecimento pela CBF do Torneio José Américo de Almeida Filho de 1976 como Copa do Nordeste, mas atualmente a entidade não considera essa competição como Nordestão.
** Título dividido com o Bahia
 Conquistado de forma invicta.

## Estatísticas

### Participações
|  | Participações em 2025 |

| Competição | Competição            | Temporadas | Melhor campanha                | Estreia | Última | P | R |
| Bahia      | Campeonato Baiano     | 121        | Campeão (30 vezes)             | 1905    | 2025   |   | – |
|            | Copa do Nordeste      | 21         | Campeão (4 vezes)              | 1994    | 2025   |   |   |
| Brasil     | Campeonato Brasileiro | 41         | Vice-campeão (1993)            | 1965    | 2025   |   | 6 |
| Brasil     | Série B               | 12         | Campeão (2023)                 | 1983    | 2023   | 5 | 2 |
| Brasil     | Série C               | 2          | Vice-campeão (2006)            | 2006    | 2022   | 2 | – |
| Brasil     | Copa do Brasil        | 35         | Vice-campeão (2010)            | 1989    | 2025   |   |   |
|            | Copa Sul-Americana    | 6          | Oitavas de final (2009 e 2014) | 2009    | 2025   |   |   |
|            | Copa CONMEBOL         | 2          | Quartas de final (1997)        | 1994    | 1997   |   |   |

### Campanhas de destaque
| Esporte Clube Vitória                 | Esporte Clube Vitória       | Esporte Clube Vitória | Esporte Clube Vitória | Esporte Clube Vitória |
| Torneio                               | Campeão                     | Vice-campeão          | Terceiro colocado     | Quarto colocado       |
| ------------------------------------- | --------------------------- | --------------------- | --------------------- | --------------------- |
| Campeonato Brasileiro                 | 0 (não possui)              | 1 (1993)              | 1 (1999)              | 0 (não possui)        |
| Campeonato Brasileiro - Série B       | 1 (2023)                    | 1 (1992)              | 1 (2015)              | 2 (2007 e 2012)       |
| Campeonato Brasileiro - Série C       | 0 (não possui)              | 1 (2006)              | 0 (não possui)        | 1 (2022)              |
| Copa do Brasil                        | 0 (não possui)              | 1 (2010)              | 1 (2004)              | 0 (não possui)        |
| Copa do Nordeste                      | 4 (1997, 1999, 2003 e 2010) | 3 (1998, 2000 e 2002) | 1 (2015)              | 2 (2017 e 2021)       |
| Torneio José Américo de Almeida Filho | 1 (1976)*                   | —                     | —                     | —                     |
| Campeonato Baiano                     | 30 vezes                    | 26 vezes              | 24 vezes              | 6 vezes               |

*Reivindicado pelo Vitória como título da Copa do Nordeste, mas não é reconhecido pela CBF.

### Futebol de base
A divisão de base do clube é uma das mais bem sucedidas do mundo, mantendo-se, entre 1995 e 2000, no seu auge, pelo menos 21 títulos mundiais. O Vitória é também o 1º campeão da Copa do Brasil de Futebol Sub-20, que teve sua edição inaugural realizada no ano de 2012. Das categorias de base do "Leão", saíram nomes que atualmente figuram no futebol internacional e/ou em convocações de suas seleções, como Hulk, David Luiz e Gabriel Paulista, além do boliviano Marcelo Moreno. Além deles, outros jogadores notáveis (ou que tiveram ascensão nacional e internacional), com destaque para os goleiros Dida, Felipe e Fábio Costa; os zagueiros Anderson Martins, Alex Silva, Adaílton e Victor Ramos, o lateral Júnior, os meias Fernando, Vampeta, Matuzalém, Dudu Cearense, Leandro Domingues, Elkeson e Paulo Isidoro, os atacantes Bebeto, Alex Alves, Nádson, Allan Dellon, Obina, Alecsandro, dentre outros.
O Vitória é um clube que se destaca também devido às suas categorias de base, que já foram apontadas pelo jornal italiano La Gazzetta dello Sport como "um dos 7 maiores celeiros de craques do mundo" no ano de 2004. No seu auge, entre 1995 e 2000, o clube conquistou vinte e um títulos mundiais, contando juniores, juvenis e infantis.
Referência em todos os sentidos quando o assunto é futebol de base, o Vitória é atualmente o sétimo colocado em um ranking de resultados de categorias de base entre os clubes nacionais desenvolvido pelo site Olheiros.net, especialista neste ramo. Em termos de títulos, é uma das bases mais bem-sucedidas do Brasil. Dentre outras conquistas, as mais destacáveis são 15 edições do Campeonato Baiano de Juniores, além de duas Copa Nordeste de Juniores, uma Taça Belo Horizonte de Futebol Júnior, uma Copa 2 de Julho Sub-17, uma Copa do Brasil Sub-15, uma Copa do Brasil Sub-17 e uma Copa do Brasil Sub-20.
Notavelmente, a conquista mais importante do "Leãozinho", como são carinhosamente chamadas as equipes de base do Vitória, é também uma das mais recentes: a Copa do Brasil Sub-20, que teve sua primeira edição realizada no segundo semestre de 2012 e foi conquistada pelo time comandado por Carlos Amadeu. A conquista deste título mostrou-se extremamente merecida quando, dias depois, quatro jogadores que fizeram parte da equipe foram pré-convocados para a Seleção Brasileira que disputaria o Sul-Americano de 2013 poucas semanas depois, fazendo do Vitória o clube que mais cedeu jogadores para a convocação. No primeiro semestre do ano seguinte, a equipe Sub-19 conquistou, de forma invicta, o Torneio Internacional de San Sebastián, realizado na Espanha.
Nos anos anteriores, o Vitória recrutou vários outros jogadores para as convocações de seleções de base realizadas por todo o país. Os últimos exemplos foram David Luiz, revelado pelo Leão em 2005 e convocado para o Mundial Sub-20 de 2007. Aposta pessoal dos dirigentes em seus tempos de Vitória, David Luiz tinha apenas 19 anos quando fez parte do jovem time que, em 2006, conquistou o acesso na Série C, numa das piores fases vividas recentemente pelo clube. Ele compunha o trio de zaga com Wallace e Anderson Martins, e ainda jogavam naquela equipe Leandro Domingues e Marcelo Moreno. Todos revelados no Vitória. Moreno que, também em 2005, foi convocado para diversas seleções de base do Brasil, e depois optou por defender a Seleção Boliviana. Outros exemplos são Marquinhos, revelado em 2008, convocado para o Sul-Americano Sub-20 de 2009, considerado uma das maiores revelações do Brasileirão 2008, Victor Ramos, convocado para o Mundial Sub-20 de 2009, no Egito, Alan Henrique, recrutado para o Sul-Americano de 2011, o goleiro Gustavo e o lateral-esquerdo Mansur, convocados para o Sul-Americano de 2013, torneio onde ambos integraram o time titular da Seleção Brasileira, e mais recentemente o volante José Welison, convocado para disputar amistosos com a Seleção Brasileira sub-21, sendo que o mesmo já havia sido convocado para a Seleção sub-20.
No final de 2014, o técnico Carlos Amadeu, multicampeão no comando do time sub-20 do Vitória, foi promovido ao cargo de auxiliar técnico da equipe principal, cedendo seu lugar no comando da categoria de base a Wesley Carvalho. Velho conhecedor das divisões de base do "Leão", Amadeu servirá como um observador dos garotos para o treinador do time profissional. A consagração total veio em maio de 2015, quando foi chamado para comandar a Seleção Brasileira de Futebol Sub-17.
Entre 1994 e 2004, um total de 62 garotos revelados pelo Vitória foram convocados para as seleções de base do Brasil. Nos anos anteriores, outros jogadores em nível de Seleção Brasileira como Bebeto, Dida, Vampeta, Edílson, Júnior, Alex Alves, Dudu Cearense, Marcelo Moreno, Hulk, David Luiz, Anderson Martins, Elkeson e muitos que foram considerados grandes revelações do país na época em que foram "lançados" e/ou negociados com clubes de renome do exterior como Alex Silva, Felipe, Obina, Fábio Costa, Matuzalém, Julinho, Adaílton, Alcides, Nadson, Marquinhos e tantos outros.
O ano de 2006 foi um dos mais vitoriosos para a base do clube. Neste ano, o Vitória foi Campeão Baiano de juniores, juvenis, infantis e da Supercopa Baiana de Juniores em cima de seu rival, o Bahia, além de campeão da Copa Nordeste de Juniores (pela segunda vez em quatro edições, 2004 e 2006, tendo sido vice em 2003), ao derrotar o Náutico por 3 a 2, na final disputada em Maceió. Além do domínio estadual nas divisões de base, o Vitória coleciona títulos fora do Brasil, como o bicampeonato dos torneios mundiais Dallas Cup, Rotary Cup e USA Cup, o hexa do mundial Philips Cup (atual Otten Cup) e exemplos mais recentes como os Torneios de Freiburg e Oberndorf, conquistados em 2009, que tiveram participações de clubes como Barcelona, Borussia Dortmund e Stuttgart.

## Outros esportes
Apesar de ser conhecido em todo Brasil pelo seu futebol, o Esporte Clube Vitória sempre teve uma forte ligação com outros esportes. Atualmente, além do futebol, o Rubro-Negro mantém equipes nas práticas de outros esportes, como os citados abaixo. Somando-se todas as modalidades esportivas, cerca de 250 atletas representam o clube.

### Remo
Fora o futebol, o remo é o esporte em que o "Leão" mais se destaca. Desde 1901, o Vitória mantém uma tradição de títulos, tendo conseguido vencer 24 das 30 competições que disputou entre 1943 e 1972, além de manter o recorde brasileiro de títulos consecutivos, quando conquistou 11 entre 1943 e 1953.
Atualmente, as embarcações do Vitória ficam na Enseada dos Tainheiros, no bairro da Ribeira. A equipe é comandada por Antônio José da Silva, o Toinho. É o atual hexacampeão da Copa Norte-Nordeste e a impressionante marca de doze títulos consecutivos baiano. Além também de ser vice-campeão do Campeonato Brasileiro Master de Remo.

### Jiu-Jitsu
No jiu-jitsu, o Vitória se destaca atualmente participando de diversos campeonatos, entre estaduais, regionais, nacionais e mundiais, tendo já conquistado medalhas. A coordenação técnica do jiu jitsu é de Débora Cerqueira.

### Taekwondo
No taekwondo, o maior representante é Josyhenrique Cruz, o baiano com mais títulos nacionais na modalidade, campeão brasileiro em 2013. Além de ter terminado a Copa do Mundo de Taekwondo de 2012 na quinta posição.

### Judô
No judô, o Vitória/Faculdade Social da Bahia (antigo Vitória/Faculdade 2 de Julho) vem se destacando nas últimas competições disputadas, tanto nas estaduais quanto nas competições nacionais, tendo ganhado a terceira etapa do Campeonato Baiano de Judô Sub-20, disputado em 2012. O Vitória/Faculdade Social da Bahia é formado por equipes Sub-15, Sub-17, Sub-20 e Sub-23.

### Basquete
Na década de 1940, o Vitória era conhecido como "Academia", devido à refinada técnica dos seus atletas no basquetebol. Tempos depois atuou sob o nome de Vitória/Faculdade 2 de Julho (em parceria com a baiana Faculdade 2 de Julho), sempre com times competitivos, senão ganhando os campeonatos, ficando entre os primeiros.
Graças a parceria com a Universidade Salgado de Oliveira (UNIVERSO) em meados de 2015, ganhou uma vaga na elite do basquetebol brasileiro, o Novo Basquete Brasil (NBB). Devido à parceria, é denominado agora preferencialmente por Universo/Vitória. Estreou na temporada 2015–16 do NBB, a liga de basquete mais importante do Brasil e tem como mando de jogo o Ginásio Poliesportivo de Cajazeiras, na capital baiana. O Universo/Vitória é o primeiro representante do estado da Bahia no NBB e o segundo do Nordeste (após o Basquete Cearense). O time sucedeu a vaga do Unitri/Uberlândia, que saiu por problemas financeiros de Uberlândia. A mudança foi repentina e um elenco completamente novo foi formado. No primeiro ano no NBB, a equipe chegou aos playoffs.

### Futsal
Assim como no futebol, o Vitória terminou a década de 1990 como o melhor da Bahia no futsal. Sempre formando times fortes, o Leão continua revelando craques para o futsal nacional, como Careca, Léo e Lalau, que foram campeões mundiais universitários pela Seleção Brasileira, em 2000.

### Surfe
O maior representante no surfe do Vitória é Marco Fernandez, disputando várias competições nacionais e internacionais.

### Futebol de 7
Equipe formada para a disputada de campeonatos de futebol society.

### Natação
A natação é mais um dos esportes que o Vitória se destaca. O clube, em 2004, criou a equipe Vitória/Marlyn para disputar as competições da Federação Baiana de Desportos Aquáticos e do calendário da Confederação Brasileira. O Vitória/Marlyn foi formado por cerca de 50 atletas que nadavam pelo Aeco, Clube dos Médicos, Mendel e Colégio São José.
Nos últimos, vem se destacando a multicampeã paraolímpica Mônica Veloso.

### Vôlei
Apesar de já ter sua academia de voleibol há um bom tempo, só teve seu auge profissionalmente entre 2001 e 2003, quando dominou o esporte no cenário estadual e regional. Em 2009, após cinco anos longe das quadras, retornou triunfante, vencendo todos os torneios disputados no ano. O Vitória/Faculdade Social da Bahia também tem uma equipe de voleibol juvenil.

### Vôlei de Praia
No vôlei de praia, o Vitória é representado por Yuri e Álvaro Andrade. Os dois já disputaram o Circuito Nacional Banco do Brasil de Vôlei de Praia, que é o principal torneio realizado no Brasil e é considerado o mais forte do mundo, além de outros torneios nacionais como o Circuito Challenger Banco do Brasil de Vôlei de Praia, considerado o segundo circuito mais importante do Brasil. Além destes, Paulo Frank e Jan também representam o clube.
Nas competições de base, o clube vem faturando títulos.

### Boliche
No boliche, a equipe do Vitória conquistou vários títulos, como o Brasileiro de Clubes, em Belo Horizonte, e venceu o Campeonato Baiano de Boliche Individual em 2011.

### Futebol Feminino
O futebol feminino disputou sua primeira competição em 2011, o Campeonato Baiano de Futebol Feminino, na qual acabou terminando na 3ª posição. É formado nas categorias sub-15, sub-17 e sub-20 sob coordenação de Francisco Cardoso, o Quinho.

### Futebol Americano
No futebol americano, o Vitória é representado pelo Vitória Futebol Americano.

### Handebol
No handebol, o Vitória mantém uma equipe masculina e feminina (Vitória/Faculdade Social da Bahia), sob coordenação de Antônio Marcos.

### Futevôlei
No futevôlei, o Vitória mantém uma equipe feminina, sob coordenação técnica de Many Gleise. A equipe já conquistou a Copa Le Parc de Futevôlei e o Campeonato da Praia de Aleluia.

### MMA
O maior representante no MMA é Leonardo Augusto Guimarães, o Leleco, tendo maior destaque nos últimos anos como ao participar do Imortal Fight Championship. Em 2015, ganhou o Prêmio Osvaldo Paquetá, na categoria melhor virada de luta. No mesmo ano, assinou contrato com a maior competição de MMA do mundo, o Ultimate Fighting Championship.

## Diretoria
Para o triênio 2023-2025.
Conselho Diretor
- Presidente: Fábio Rios Mota
- Vice-presidente: Djalma Nunes Abreu

Conselho Deliberativo
- Presidente: Nilton Gonçalves de Almeida Filho
- 1º Vice-presidente: Luciano Patrício de Oliveira
- 2º Vice-presidente: Vagner Reis Santana
- Secretário do Conselho Deliberativo: Ralph Fernandes de Oliveira Neto

Conselho Fiscal
- Presidente: Raimundo Dias Viana
- Vice-presidente: Bruno Almeida Torres

### Presidentes
Dentre os presidentes do Vitória, destacam-se três nomes. Manoel Pontes Tanajura, de 1951 a 1953, formulou o que viria a ser o profissionalismo do clube, fazendo com o que o mesmo tomasse os formatos atuais dos clubes brasileiros.
De 1983 a 1986, José Alves Rocha foi o responsável por liderar a construção do Estádio Manoel Barradas, maior patrimônio de um clube da Bahia e um dos maiores do Nordeste, e que seria o ponto em que a hegemonia estadual viria para o lado rubro-negro.
Dando prosseguimento ao trabalho de José Rocha, Paulo Carneiro, que presidiu o clube (entre Vitória S/A e EC Vitória) de 1991 a 2005, comandou o Leão durante os momentos mais vencedores de sua história, trazendo mais títulos em quinze anos do que foram conquistados em oitenta.
O ano de 2015 ficou marcado na história política do Vitória pela renúncia do presidente Carlos Falcão, indicado pelo seu antecessor Alexi Portela e eleito por aclamação pelo conselho, teria mandato até o final de 2016.
No dia 31 de março de 2015, exatos oito dias após a renúncia de Carlos Falcão, com 186 votos válidos, Raimundo Dias Viana é eleito o mais novo presidente do Vitória. Com Viana, Manoel Matos deixa a direção das divisões de base para ocupar a cadeira de vice-presidente do clube. Embora o mandato tenha validade até o dia 31 de dezembro de 2016, por se tratar da continuidade do pleito do renunciado Falcão, Viana consegue ocupar o cargo mais importante da agremiação.